# Disturbed
(David Draiman al termine dei concerti)
I Disturbed (IPA: dɪˡstɜːbd, ) sono un gruppo musicale statunitense alternative metal formatosi a Chicago nel 1994 come Brawl dal chitarrista Dan Donegan, dal batterista Mike Wengren, dal bassista Steve Kmak e dal cantante Erich Awalt; solamente nel 1997, con l'arrivo del nuovo cantante David Draiman, cambiarono nome in Disturbed. Nel 2004 Kmak venne licenziato e al suo posto venne scelto John Moyer, ex membro dei The Union Underground.
All'inizio della loro carriera proponevano uno stile vicino al nu metal, con chiare influenze di gruppi come Korn, Metallica, Tool, Faith No More e Deftones. Tuttavia nelle pubblicazioni più recenti il sound della band si è avvicinato sempre di più al solo alternative metal.
Debuttarono nel 2000 con l'album The Sickness, il quale ottenne un immediato successo vendendo 500 000 copie nei cinque mesi successivi alla data di pubblicazione; nel 2008 venne premiato con il quarto disco di platino, avendo venduto nei soli Stati Uniti oltre 4 milioni di copie certificate. A cominciare da Believe, il secondo lavoro del 2002, riuscirono a realizzare consecutivamente cinque album che toccarono la posizione numero uno della classifica Billboard 200. Nel 2009 hanno ottenuto una nomination ai Grammy Award nella categoria "miglior interpretazione hard rock" per la canzone Inside the Fire.
Nel luglio 2011 il cantante David Draiman dichiarò che la band non avrebbe preso parte ad alcun tour nel 2012 e che si sarebbero presi una pausa per un tempo indefinito. Nel giugno 2015 decisero di tornare, presentando sul sito ufficiale l'album Immortalized, che sarebbe stato pubblicato nell'agosto dello stesso anno. Complessivamente nella loro carriera, i Disturbed hanno venduto oltre 14 milioni di dischi in tutto il mondo, diventando uno dei gruppi con maggiore incasso negli ultimi anni nella scena heavy metal.

## Storia del gruppo

### Le origini (1994-1997)

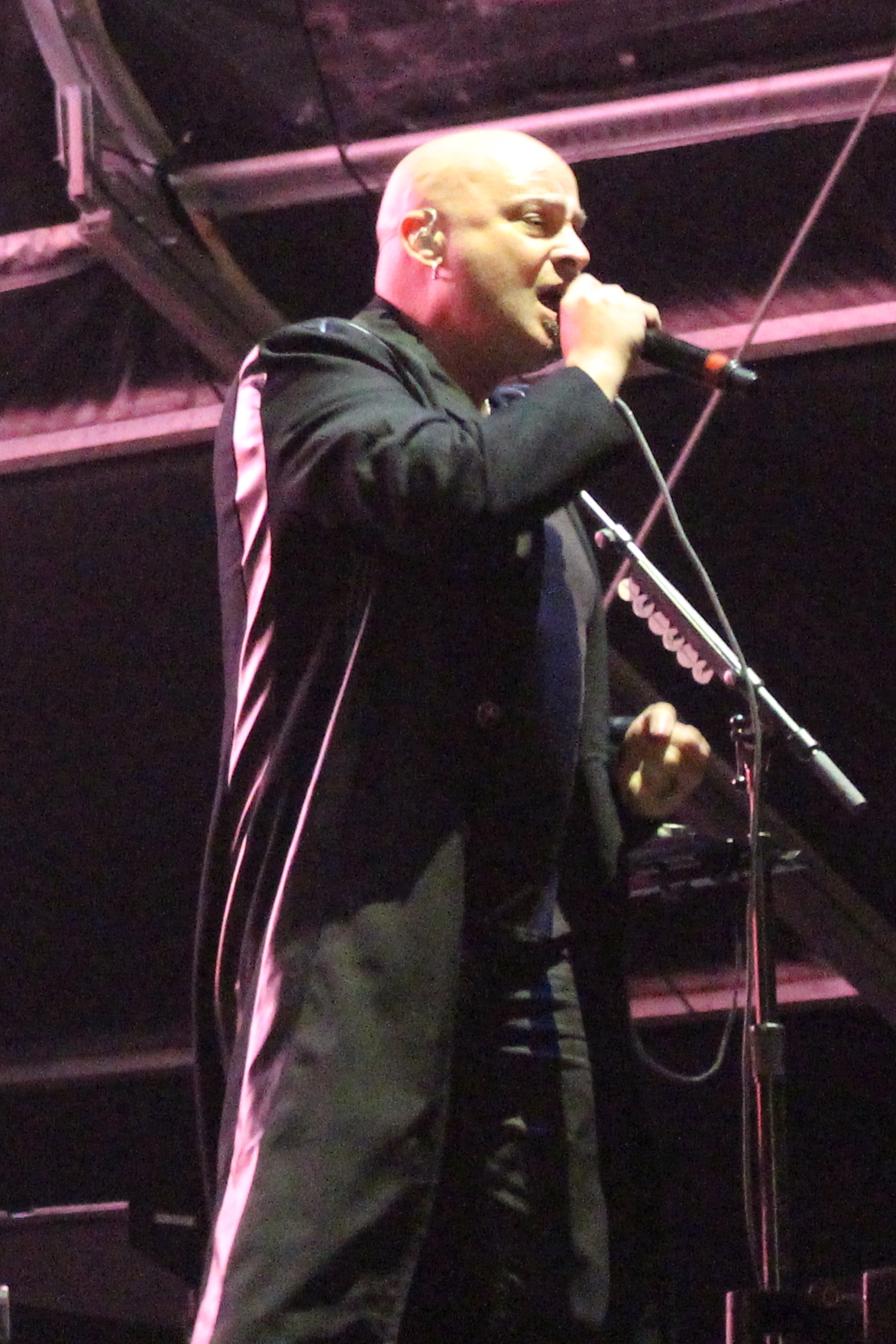
David Draiman al Nova Rock 2016

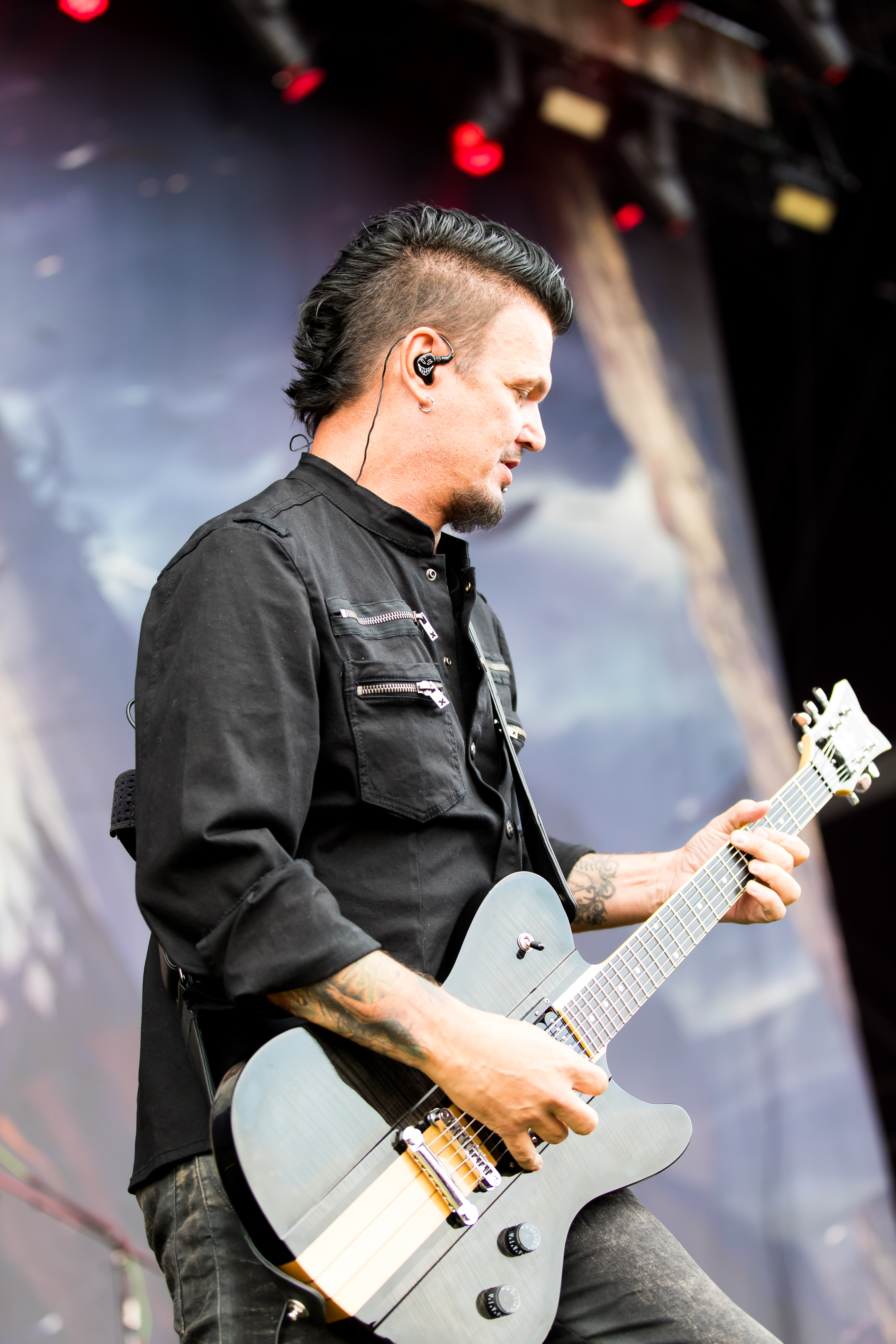
Dan Donegan al Rock am Ring 2016

Il gruppo, prima che si unisse il cantante e frontman David Draiman, era conosciuto come Brawl ed era composto dal vocalista Erich Awalt, dal chitarrista Dan Donegan, dal batterista Mike Wengren e dal bassista Steve "Fuzz" Kmak. Donegan ha affermato che originariamente il nome della band fosse Crawl, ma fu cambiato poiché era già in uso da parte di un altro gruppo musicale.
Awalt lasciò il complesso nel 1996, dopo l'incisione di un nastro di demo, dunque gli altri tre membri cominciarono la ricerca di un cantante; esposero un annuncio su un magazine musicale di Chicago, in Illinois, chiamato Illinois Entertainer. Draiman rispose all'annuncio nel febbraio del 1997, dopo essere andato ad altre venti audizioni quel mese. Alla richiesta di quale cover volesse provare, rispose che non voleva fare nessuna cover, ma di cominciare con qualcosa di originale. Il chitarrista Dan Donegan commentò così l'ingresso del cantante nella band:
(Dan Donegan)
Ed inoltre aggiunse, riguardo alle doti vocali di Draiman:
(Don Donegan)
Il batterista Wengren e il nuovo cantante si relazionarono immediatamente. Draiman, dopo essersi unito alla band, propose di rinominarla in Disturbed, ritenendo Brawl un nome «ridicolo». Quando gli venne chiesto in un'intervista perché suggerì di nominarla in quel modo, disse che era il nome per un gruppo musicale che contemplava da anni, in quanto sembrava simboleggiare semplicemente tutto ciò che stavano provando in quel momento: «Il livello di conformità a cui la gente è costretta a stare ci inquietava e stavamo solo provando a spingerci ai limiti e il nome in qualche modo aveva senso.»
Nel maggio del 1997, ovvero tre mesi dopo l'unione del gruppo, i Disturbed ottennero la possibilità di esibirsi per la prima volta in un locale di Burbank, vicino a Chicago, chiamato Champs. Dato il crescente successo riscontrato tra il pubblico, il gestore del locale li fece esibire sempre più spesso, fino a riempire il locale di spettatori.

### The Sickness(1998-2001)

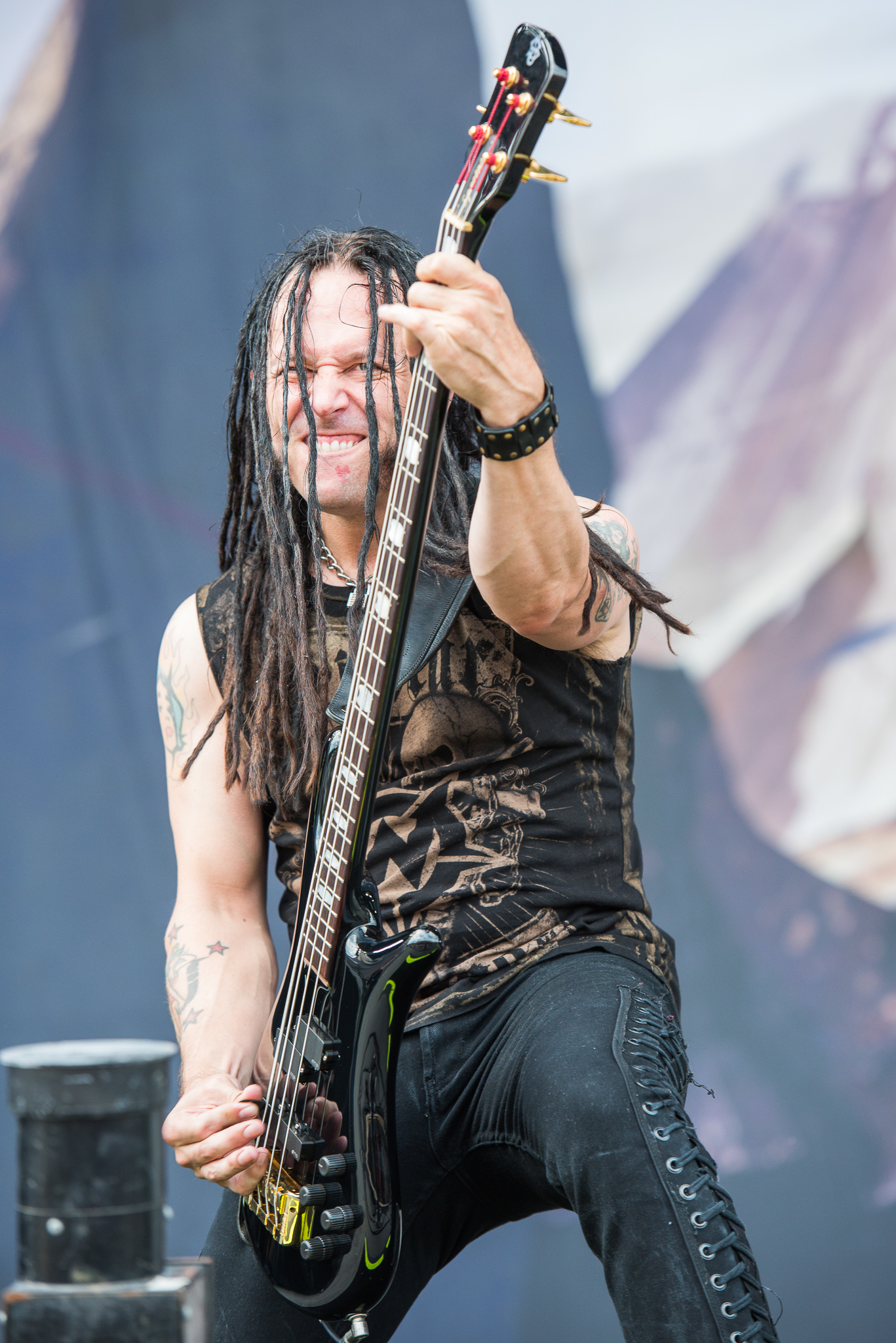
John Moyer al Rock im Park 2016

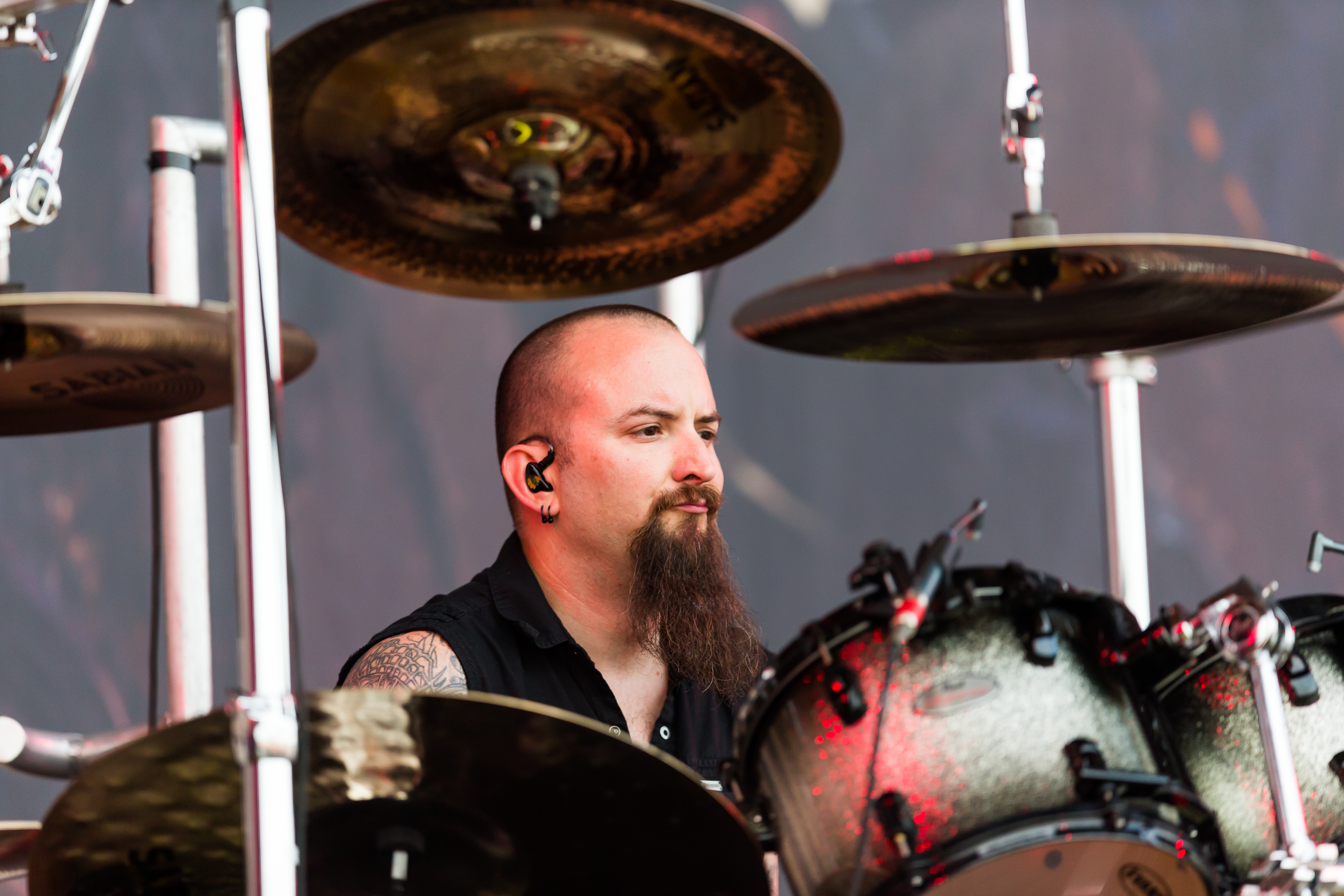
Mike Wengren

Dopo aver rinominato la band e cominciato ad esibirsi nei locali di Chicago, venne creato il logo ufficiale, ovvero un volto stilizzato chiamato "The Guy" che successivamente apparve in bianco su sfondo nero sulla copertina di una musicassetta di due tracce. Prima ancora che la demo venisse distribuita il logo divenne molto popolare tra i fan dei Disturbed, tanto da far impressionare gli stessi artisti quando notarono che se lo facevano tatuare oppure lo stampavano sulle carrozzerie o sui finestrini delle proprie auto. Dan Donegan disse al riguardo:
(Don Donegan)
Il gruppo incise con il produttore Johnny K due musicassette demo composte da tre tracce: la prima composta da The Game, Down with the Sickness e Meaning of Life e la seconda contenente Want, Stupify e Droppin' Plates; inviarono le demo a varie stazioni radio, etichette discografiche e persone dell'ambiente musicale e ottennero dei primi buoni riscontri.
Nel febbraio 1999 il chitarrista Donegan incontrò ad un matrimonio il manager Jeff Battaglia e gli diede una demo; impressionato dalla band, andò a sentirli diverse volte al Champs ed infine con il partner Roger Jansen li fece firmare per la loro società, la KMA Management. Inviarono una richiesta di partecipazione al MOBfest, un evento importante nel panorama musicale di Chicago, ma la domanda venne rigettata avendo ricevuto troppe richieste; un mese dopo ricevettero la richiesta dal MOBfest di partecipare ad uno showcase, ovvero un concerto di fronte ad A&R, manager, produttori e altre figure del settore musicale, essendo stati notati da alcune etichette. Al concerto presenziò anche David Andreone, A&R della Warner/Chappell, il quale fu colpito dai Disturbed e di conseguenza li propose a tutte le major; Berko Weber, A&R della Giant Records, contattò la KMA Management per una demo che fece ascoltare al presidente Irving Azoff, il quale gli disse di fare il possibile per metterli sotto contratto.
Il 6 agosto 1999, nei camerini del Riviera Theater di Chicago in cui suonarono come band d'apertura ai Ministry, i Disturbed firmarono il loro primo contratto discografico con la Giant Records, la quale cessò di esistere nell'aprile del 2001; i Disturbed in seguito firmarono per la Reprise Records che, come la Giant, era un'etichetta sussidiaria della Warner Bros. Records.
Il 7 marzo 2000 la band pubblicò il proprio album di debutto, titolato The Sickness e prodotto da Johnny K, il quale la lanciò nel successo e apportò notorietà: l'album infatti raggiunse la ventinovesima posizione nella Billboard 200 ed è stato certificato 4 volte disco di platino per aver venduto oltre quattro milioni di copie negli Stati Uniti.
Sempre nello stesso anno parteciparono all'annuale edizione dell'Ozzfest; come Draiman ricordò in un'intervista, alle 10 del mattino della prima data del festival c'erano solo 15 persone ad ascoltarli, ma durante l'esibizione la folla crebbe fino a circa 3000 persone. Dopo il tour Return of the Rock organizzato dell'emittente televisiva MTV, il bassista Steve Kmak si fratturò una caviglia a causa dal crollo di una scala antincendio posta esternamente alla sala prove dei Disturbed a Chicago. Usò la scala antincendio per uscire dall'edificio mentre l'ascensore veniva adoperato per muovere il loro equipaggiamento al piano terra. Dopo un'operazione avvenuta con successo, i dottori raccomandarono caldamente a Kmak di saltare il preannunciato tour europeo per evitare altri seri danni al suo piede; comunque riuscì ad esibirsi con la band l'11 e il 12 gennaio 2001 in due concerti a Chicago. L'infortunio fece perdere al musicista la tournée europea del gruppo in supporto a Marilyn Manson, compreso una data al Mediolanum Forum di Assago, durante la quale fu rimpiazzato da Marty O'Brien, bassista dei Kilgore e dei Methods of Mayhem. A marzo confermarono la loro presenza al festival olandese Dynamo Open Air, al quale però non parteciparono in quanto venne cancellato il mese successivo, mentre a giugno suonarono per la seconda volta all'Ozzfest; i Disturbed inizialmente avrebbero dovuto esibirsi sul second stage, ma dopo una sola tappa del tour vennero spostati allo stage principale per aver impressionato gli organizzatori dopo essersi esibiti in un'ottima performance davanti a 20.000 spettatori ed aver suscitato una «travolgente risposta della folla». Nel 2006 Draiman raccontò la vicenda affermando che vi erano 25.000 persone in un'area pensata per 10.000 e il giorno successivo, durante il loro spettacolo sul main stage, vide alla destra del palco gli Slipknot e Marilyn Manson e sulla sinistra Ozzy Osbourne, che al termine si diresse verso lui dandogli un abbraccio e dicendo di adorarli; secondo il cantante, in quattro edizioni del festival a cui avevano partecipato, non aveva mai visto Osbourne assistere all'intero concerto di un'altra band. Terminato il festival si unirono ai Black Sabbath in agosto per una serie di concerti in città della East Coast. Il 14 agosto venne pubblicato Ozzfest 2001: The Second Millennium, un album dal vivo di 16 tracce contenente anche Fear dei Disturbed.
L'11 febbraio 2001 venne annunciato che la band aveva eseguito una reinterpretazione della canzone Midlife Crisis per un album di tributo ai Faith No More; tuttavia la reinterpretazione non venne utilizzata. A giugno, assieme ad altri gruppi musicali, come i Pantera, Red Hot Chili Peppers e Korn, contribuirono a raccogliere fondi da destinare alle cure mediche di Chuck Schuldiner, affetto da tumore; i Disturbed, come i Godsmack e Kid Rock, misero all'asta delle maglie da hockey personalizzate.
Nell'estate di quell'anno diedero vita al loro tour, nominato Music as a Weapon; il nome deriva da un verso contenuto nel testo nella canzone Droppin' Plates:
La prima edizione, svoltasi tra settembre e ottobre, era composta da 22 date e vi presero parte altre quattro band: i Drowning Pool, gli Adema, gli Stereomud e i Systematic.

### M.O.L.eBelieve(2002-2003)
Nei primi giorni del 2002 venne reso noto che il processo di scrittura del secondo album in studio sarebbe cominciato a marzo nei Groovemaster Studios di Chicago, ancora con il produttore Johnny K, e che il gruppo avrebbe pubblicato il loro primo DVD nella successiva primavera.

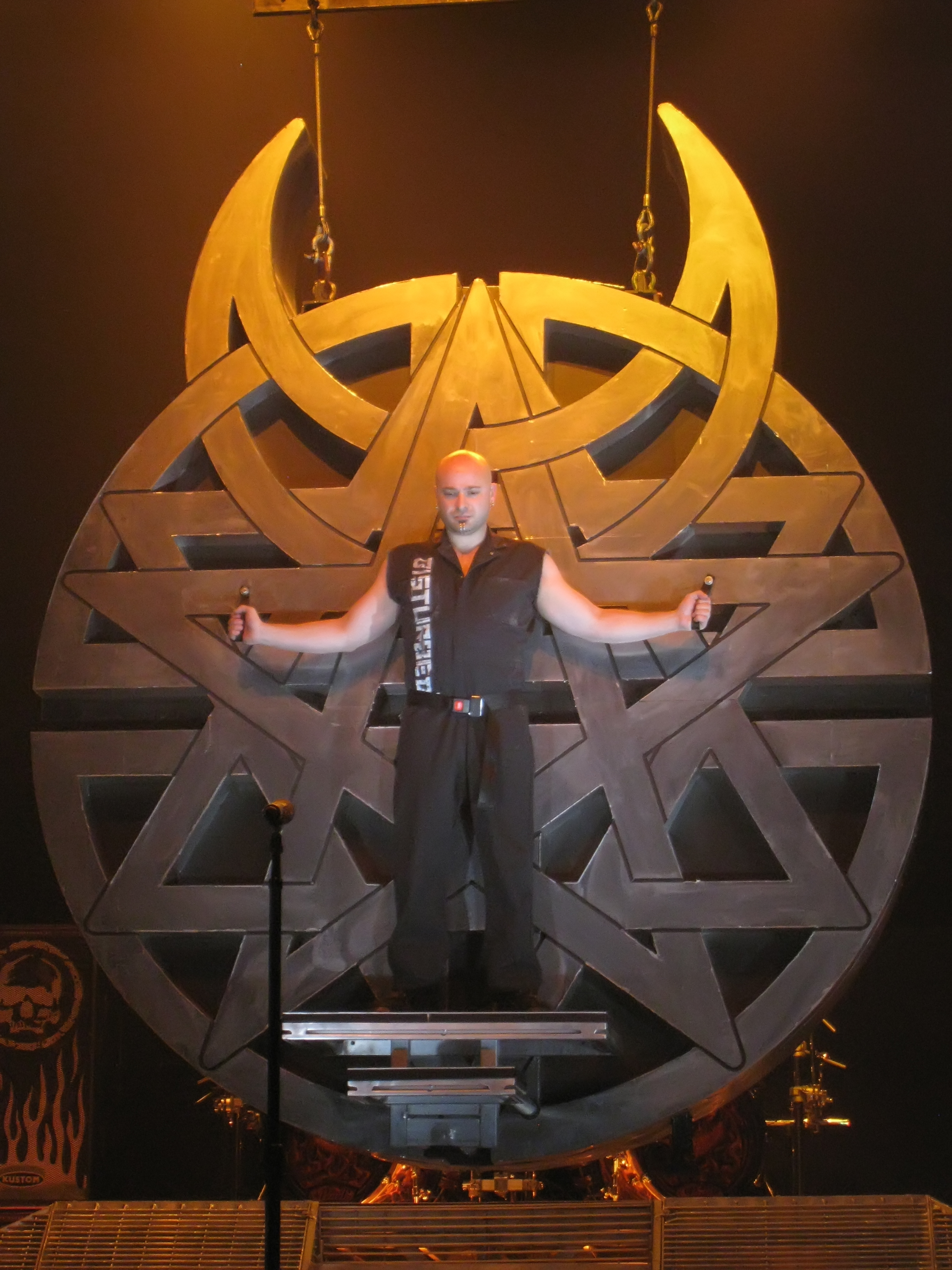
David Draiman nel 2009, mentre entra sul palco attaccato alla scenografia del logo di Believe

A marzo la loro canzone Glass Shatters venne pubblicata nell'album WWF Forceable Entry, in quanto era la musica d'ingresso del wrestler Steve Austin. Lo stesso mese venne pubblicato Queen of the Damned (Music from the Motion Picture), colonna sonora del film La regina dei dannati, tra cui venne inserita Down with the Sickness e Forsaken, scritta e prodotta da Jonathan Davis dei Korn, di cui Draiman registrò le parti vocali.
Ad aprile venne svelata la lista tracce del secondo album, titolato Believe; Draiman, sulla scelta di rimanere con lo stesso produttore di The Sickness, disse in un'intervista pubblicata sul magazine Rolling Stone:
(David Draiman)
Sempre secondo Draiman, nell'album sono presenti «certe canzoni molto più aggressive, [ma] ci sono anche numerose parti vocali calme, e questo crea un contrasto maggiore». Del periodo delle registrazioni di Believe il batterista Mike Wengren disse di ricordarsi ben poco, essendo stato un brutto momento per lui e a causa di ciò fece uso di alcol per affrontare le difficoltà. Queste furono causate soprattutto dal cancro di cui sua madre era malata, la tensione tra lui e gli altri componenti del gruppo e la sua fidanzata che stava per lasciarlo.
Il 4 giugno venne messo in commercio il preannunciato documentario sulla band, nei formati VHS e DVD, intitolato M.O.L. (acronimo di "Meaning of Life"), il quale mostra alcuni dei momenti più personali nello studio di registrazione e durante i tour, oltre che diversi video musicali e performance dal vivo. Sempre quel mese cominciarono la fase di missaggio dell'album in studio nei Soundtrack Studios di New York e venne fissata per settembre la data di pubblicazione.
Il video musicale per il primo singolo estratto dall'album, Prayer, venne registrato a Los Angeles nel tardo mese di giugno. Il brano venne ispirato da due particolari eventi: la morte del nonno del cantante David Draiman e gli attentati dell'11 settembre 2001. Il 4 agosto venne pubblicato gratuitamente sul sito web della band il brano musicale, mentre pochi giorni dopo venne reso noto che il videoclip era stato rigettato da diversi canali televisivi di genere musicale proprio a causa della similarità di certe scene con gli attacchi terroristici. Questa decisione fece pensare al gruppo di dover girare un nuovo video, oppure di modificare radicalmente il filmato, se non addirittura di realizzare un video in versione concerto; venne dunque deciso di registrare il loro concerto successivo, previsto per il 7 agosto a Cleveland in occasione della cerimonia per la Rock and Roll Hall of Fame, e nel caso il risultato fosse stato positivo l'avrebbero utilizzato per il videoclip ufficiale, ma questo alla fine non avvenne.
Il 17 e 18 agosto, assieme a band quali Guns N' Roses, The Offspring, NOFX e The Hives, parteciparono a due date del Summer Sonic Festival nelle città giapponesi di Tokyo e Osaka.

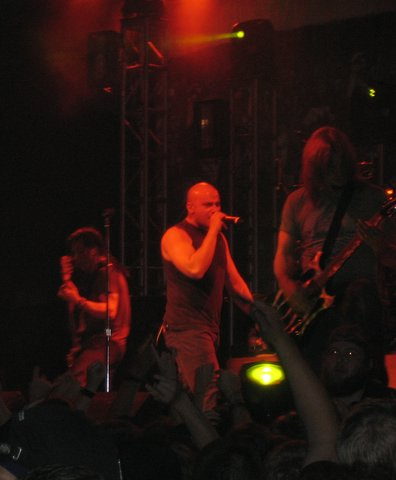
I Disturbed dal vivo nel 2005

Il 17 settembre 2002 uscì il secondo album in studio del gruppo, Believe, il quale debuttò al numero uno nella classifica Billboard 200 grazie alle 283 624 copie vendute la prima settimana. Un mese dopo venne certificato disco di platino negli Stati Uniti e doppio disco di platino nel 2008. Anche in Australia e Canada ricevette la certificazione di disco di platino.
Il 22 settembre parteciparono al Locobazooka!, festival della durata di un solo giorno, a Worcester, nel Massachusetts, con i Black Label Society, Nonpoint, Sevendust, Filter e altre band. Il mese successivo cominciarono una serie di concerti per il Pop Sux! Tour assieme ai Korn e i Trust Company partendo da Manchester e arrivando a Colorado Springs, in Colorado, al termine di novembre. Nella tappa a Dallas, il giorno di Halloween, i Disturbed suonarono Blind dei Korn, vestiti proprio come i componenti della band; dopodiché vennero raggiunti sul palco da Dimebag Darrell e Vinnie Paul, al tempo membri dei Pantera.
A dicembre si esibirono in quattro date in Gran Bretagna supportati dai Blindside, mentre nel frattempo venne pubblicato il secondo singolo, Remember, considerata da David Draiman la canzone più bella dei primi due album.
Nel febbraio del 2003 la band suonò per la prima volta in Australia e ad aprile cominciarono la seconda edizione del tour Music as a Weapon; presero parte al tour anche Chevelle, Taproot e Unloco. Come già annunciato il precedente dicembre dal cantante David Draiman, ogni concerto venne "aperto" da una band locale, per cercare di tenere viva la scena musicale della zona: «Ci sarà una competizione e le band dovranno battersi per aggiudicarsi il posto. Saranno artisti senza contratto discografico, quindi avranno l'opportunità di farsi vedere da me e Danny. Abbiamo un'etichetta sotto la Warner Bros., quindi stiamo cercando nuovi talenti in ogni modo ed è un'ottima opportunità anche per loro». Durante la tournée i Disturbed fecero esordire una traccia inedita, titolata Dehumanized, e inoltre reinterpretarono Fade to Black, famosa canzone dei Metallica. Una data del tour, svoltasi nella città natale della band, Chicago, venne registrata e poi pubblicata nel 2004 nell'album dal vivo Music as a Weapon II, sia in formato CD sia CD+DVD.
Tra maggio e giugno il gruppo partecipò prima al Festimad e poi alla prima edizione del Download Festival. A giugno si esibirono ai festival Rock am Ring e Rock im Park, al festival olandese Fields of Rock e, una volta ancora, parteciparono all'Ozzfest tour suonando sul main stage. Com'era già accaduto l'anno precedente, sempre a Dallas, il chitarrista Dimebag Darrell e suo fratello batterista Vinnie Paul si unirono ai Disturbed sul palco ed insieme suonarono la famosa canzone dei Pantera Walk.
Il 7 novembre 2003 venne comunicato, tramite il sito ufficiale del gruppo, che il bassista Steve Kmak era stato licenziato; secondo Draiman la notizia era attesa da tempo e la causa della separazione venne spiegata, sempre dal cantante, in un'intervista concessa a MTV dopo un mese di silenzio:
(David Draiman)

### Ten Thousand Fists(2004-2006)
In mancanza di un bassista, la band tenne due audizioni aperte a chiunque tra marzo e aprile, la prima a Los Angeles e la seconda a Chicago. Venne quindi ufficializzata la scelta di John Moyer, ex componente della band texana The Union Underground. «Aveva dimostrato di avere gli attributi. […] Conosceva il materiale e lo suonò bene. Ci siamo ambientati bene con lui sul palco. […] Unendo questi fattori e comparandolo con gli altri candidati, lui vinse.» commentò Draiman riguardo alla scelta.
A luglio i Disturbed si esibirono per la prima volta dal vivo con il nuovo bassista all'House of Blues di Chicago e suonarono due nuove canzoni, Hell e Monster, entrambe poi inserite nella tour edition del loro terzo album in studio, Ten Thousand Fists. Il giorno seguente parteciparono al Rolling Rock Town Fest a Latrobe; durante l'evento, nel corso della preparazione del palco per i Finch, scoppiò una furibonda rissa tra alcuni membri delle due band a causa di vecchi rancori.
Durante gli ultimi mesi dell'anno la band cominciò il processo di scrittura per la successiva incisione discografica, la prima con il bassista Moyer. Il batterista Mike Wengren affermò che si stavano prendendo il loro tempo per mettere insieme il miglior lavoro possibile, mentre sui contenuti musicali disse che avevano «preso e combinato insieme i migliori elementi che tutti hanno apprezzato dei primi due dischi. Quindi siamo andati oltre quello con più riff e più ritmi caratterizzati dal doppio pedale e dal tom-tom. […] È il miglior materiale che abbiamo mai scritto e non vediamo l'ora di liberarlo nel mondo.» Il cambio di bassista non influenzò lo stile musicale della band o addirittura, per quanto riguarda Wengren: «John mi fa persino suonare meglio.» Ad inizio gennaio venne fatto sapere da Draiman che la band aveva terminato la fase di pre-produzione e che al momento stavano registrando; circa 20-21 canzoni vennero preparate per il disco, ma solamente 12-13 sarebbero andate a comporre la lista tracce definitiva.
Assieme ad alcuni membri di band come Iron Maiden, Poison e Murderdolls, il 20 gennaio suonarono all'Hard Rock Cafe di Beverly Hills per una raccolta fondi necessari alle cure mediche di Raven Nicole Robinson, una piccola bambina di soli 5 mesi nata con dei problemi legati al cuore. In aggiunta, venne venduta sul sito di aste online eBay una chitarra acustica Alvarez firmata da tutti gli artisti.

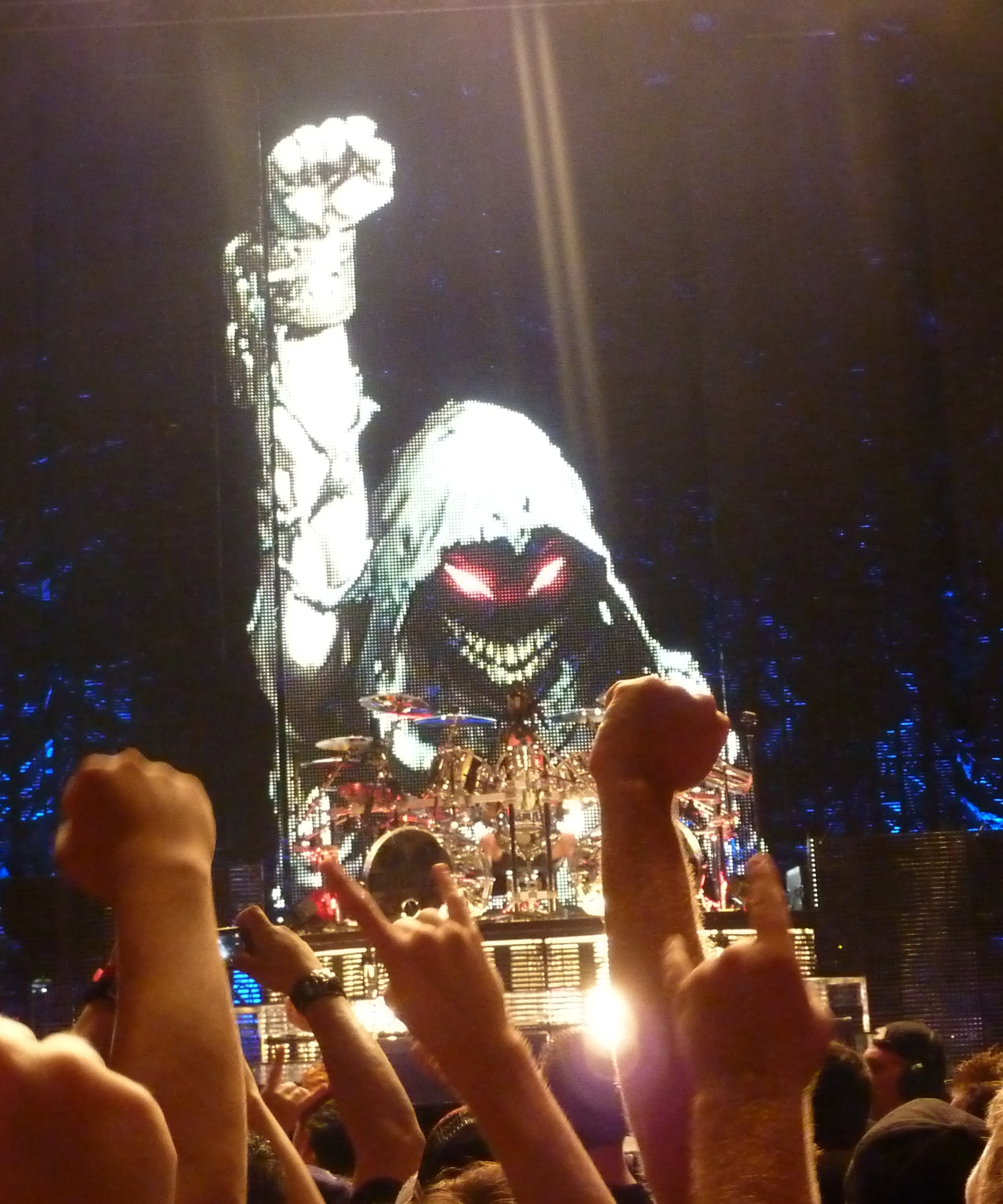
The Guy sugli schermi della scenografia come appare sulla copertina di Ten Thousand Fists

In seguito della morte del chitarrista Dimebag Darrell avvenuta nel dicembre 2004, definita da Draiman «l'11 settembre del rock», i Disturbed organizzarono un concerto a sfondo benefico per la Dimebag Darrell Memorial Fund all'Aragon Ballroom di Chicago nel febbraio del 2005. L'incasso sarebbe stato devoluto alla fondazione per coprire i costi del funerale della guardia di sicurezza dei Damageplan Jeffery Thompson, morto anch'egli la notte dell'omicidio di Darrell, e per le cure mediche di alcuni membri della band feriti nella sparatoria. Invitarono ad esibirsi allo spettacolo anche gli Anthrax, i Drowning Pool e i SOiL; «Volevamo chiunque fosse vicino a Dime. […] Abbiamo scelto l'Aragon perché è lì che ho visto i migliori concerti dei Pantera» spiegò Draiman. Dan Donegan in quell'occasione ebbe l'opportunità di suonare una canzone con una particolare chitarra posseduta da Darrell e che aveva utilizzato solo un paio di volte, per poi essere donata all'Hard Rock Cafe di Orlando, avente la forma di una bottiglia di Crown Royal.
Il 3 maggio uscì sul mercato la colonna sonora del film horror La maschera di cera, la quale include Prayer, oltre a un brani di artisti quali Marilyn Manson, Deftones, The Stooges e altri.
Il terzo album in studio dei Disturbed venne missato a Los Angeles e la fase durò da maggio a giugno, in quanto la decisione della lista tracce non fu semplice e richiese più tempo del previsto. A metà giugno venne svelato sul loro sito web il titolo dell'album, ovvero Ten Thousand Fists, aggiungendo poi che in esso si trovava il miglior materiale che avessero mai scritto. Meno di una settimana dopo venne pubblicata anche la lista tracce definitiva, composta da 14 brani, e la probabile data di pubblicazione: il 20 settembre.
Il primo brano divulgato fu Guarded, che venne pubblicato sul profilo MySpace dei Disturbed e distribuito alle maggiori emittenti radiofoniche di genere rock e metal. Esso non era un vero e proprio singolo, ma si trattava di un "assaggio" dato ai fan del nuovo disco, essendo una delle tracce più aggressive. Il 25 luglio venne pubblicato Stricken, il primo singolo ufficiale, e successivamente venne filmato un videoclip e pubblicato online su WarnerReprise.com a metà agosto. Per pubblicizzare ulteriormente l'album venne resa disponibile al download la title track, ma solamente dopo che il lettore musicale personalizzato presente sul loro sito web sarebbe stato passato via email 250.000 volte; questa tecnica di pubblicità viene chiamata marketing virale.
Dall'inizio di agosto, sino a due giorni prima della, fino ad allora, probabile data d'uscita di Ten Thousand Fists, i Disturbed intrapresero un tour negli Stati Uniti e Canada supportati dai Ill Niño e i 10 Years. Durante il periodo iniziale della tournée si esibirono in uno show al di fuori di essa, al raduno di motociclisti Black Hills Motor Classic a Sturgis, in Dakota del Sud, su forte richiesta di Draiman e di Wengren, entrambi appassionati di motociclismo. Durante la data del 31 agosto a Milwaukee, prima di terminare lo spettacolo con Stupify, il batterista Mike Wengren prese il microfono e chiese alla sua fidanzata, conosciuta proprio in quella città, di sposarlo. Lei disse di sì e, dopo le congratulazioni da parte degli altri membri, terminarono lo show. L'ultima data del tour coincise con la 14ª edizione del Locobazooka!, festival svoltosi all'aeroporto municipale di Fitchburg.

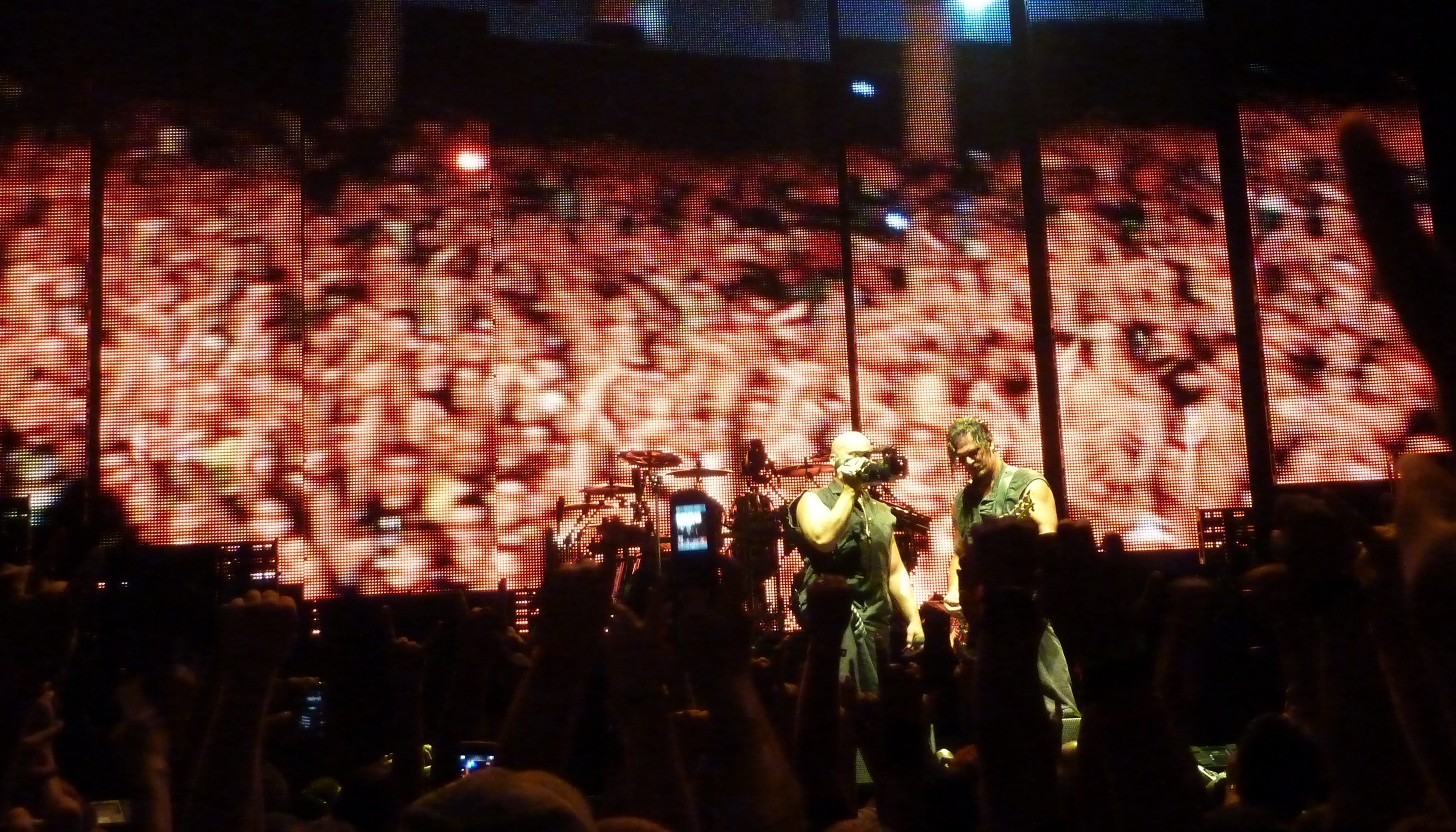
David Draiman nel 2010 mentre riprende i fan con una telecamera prima di cantare Ten Thousand Fists

Ten Thousand Fists venne pubblicato il 20 settembre 2005, giorno in cui si esibirono al CBGB, famoso locale di New York. L'album debuttò alla posizione numero uno della Billboard 200, vendendo circa 238 000 copie durante la settimana in cui venne messo in commercio, seguendo così il medesimo piazzamento del precedente Believe. Il disco venne certificato platino dalla RIAA il 5 gennaio 2006, avendo venduto un milione di unità negli Stati Uniti.
Le tematiche dell'album si orientano in diverse direzioni, ma tutte sono unite da un elemento comune, la rabbia: «Molte delle canzoni ricadono in due categorie: sono orientate sul rapporto di coppia visto da un punto di vista arrabbiato, oppure sono orientate politicamente da un punto di vista arrabbiato.» Ten Thousand Fists è il primo album dei Disturbed in cui compaiono degli assolo di chitarra. Dan Donegan affermò che gli assolo di chitarra erano una parte della musica rock molto assente in quel periodo, e dunque i Disturbed volevano cercare riproporli a loro modo, e in questo Donegan disse di aver tratto ispirazione da Dimebag Darrell. Canzoni come Stricken, Overburdened, Forgiven e Land of Confusion presentano tutte assolo di chitarra. Quest'ultima è la reinterpretazione di un celebre brano dei Genesis; questa fu la loro seconda canzone reinterpretata, dopo Shout 2000 presente in The Sickness (originariamente Shout, della band Tears for Fears), e ciò contraddisse lo stesso Draiman che, anni prima, aveva dichiarato che non l'avrebbero più rifatto.
Tra le rimanenti canzoni non inserite nell'album vi erano Hell, che fu inclusa in una delle due versioni del singolo Stricken, Monster, presente nell'edizione preordinabile di Ten Thousand Fists su iTunes Store, e successivamente inclusa nell'edizione speciale per il tour dell'album in studio assieme a Two Worlds e Sickened, quest'ultima aggiunta inoltre nel singolo Land of Confusion.
In ottobre presenziarono alle gare nazionali della National Hot Rod Association tenutesi a Joliet per aiutare a raccogliere fondi da destinare alle persone colpite dagli uragani Katrina e Rita; per l'occasione sull'auto del pilota Max Naylor venne disegnata la copertina di Ten Thousand Fists, la cui parte anteriore, autografata dal gruppo, venne messa all'asta su eBay. Pochi giorni più tardi un breve tour di quattro date lì portò ad esibirsi nel Regno Unito a cui avrebbero dovuto far seguito sette show in Europa, cancellati per colpa di una seria infiammazione alle corde vocali del cantante; tuttavia venne chiesto ai possessori dei biglietti di tenerli in quanto le date sarebbero state probabilmente riconfermate per il successivo marzo. Venne poi confermato che Draiman aveva contratto un grave reflusso gastroesofageo, che colpì inevitabilmente la sua voce. Al riguardo Draiman commentò:
Più tardi, nel 2008, Draiman affermò che da quel momento in poi aveva limitato le sue bevute durante i tour, ma non durante la vita quotidiana.
Successivamente, assieme ai Corrosion of Conformity come band spalla, fecero da headliner allo Jägermeister Music Tour, una lunga serie di concerti nella propria patria che si svolsero da inizio novembre fino al 22 dicembre. Nel corso della tournée si svolse il Lend A Helping Can, un'annuale raccolta fondi a favore dei senzatetto del New Hampshire, e i Disturbed, come anche Zakk Wylde, donarono una chitarra autografata. La seconda parte del tour, con i Bloodsimple e, per qualche data, gli Scum of the Earth, cominciò il 6 gennaio e terminò alla fine di febbraio. Una settimana dopo l'avvio del tour la band pubblicò in streaming online il video del secondo singolo, Just Stop, registrato durante due distinti concerti a Chicago il precedente autunno, mentre il 20 gennaio salì con loro sul palco George Lynch e suonarono una versione modificata di The Game, aggiungendo l'assolo di In My Dreams dei Dokken e terminando con un'improvvisazione.

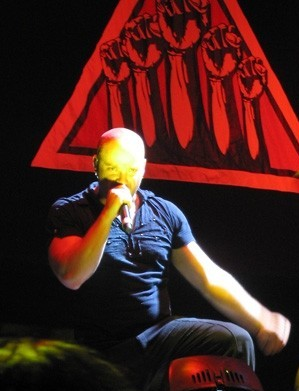
David Draiman durante un concerto dell'Ozzfest 2006 nel Wisconsin

A gennaio venne programmato un tour europeo da svolgersi a marzo, precedentemente cancellato a causa dei problemi fisici di Draiman, supportato dai Nevermore. Una volta ancora però dovettero posticipare le date, fissandole per settembre, in modo da far riposare le corde vocali del cantante, stressate dai precedenti show negli Stati Uniti. In quel caso non si trattò di un reflusso di acidi gastrici, ma della rottura di alcuni capillari nelle corde vocali, dovuta all'eccessivo sforzo di esse. A fine aprile, in supporto al nuovo album dei Korn, suonarono in tre show in Australia con Hatebreed e 10 Years. A maggio e giugno invece girarono per gli Stati Uniti e Canada esibendosi con i Fireball Ministry.
Lo stesso autore della copertina dell'album, Todd McFarlane, venne scelto per dirigere il video musicale di Land of Confusion. Il video, creato in stile cartone animato, fu uno degli 85 filmati ad essere presentati all'annuale San Diego Film Festival del 2007.
In estate, tra fine giugno e inizio agosto, i Disturbed capitanarono l'Ozzfest 2006 assieme ad Ozzy Osbourne, System of a Down, Lacuna Coil, DragonForce, Avenged Sevenfold e Hatebreed. A metà agosto Draiman si sottopose ad un intervento chirurgico per un setto nasale deviato che affliggeva la sua voce; l'operazione fu un successo.
Nel tardo 2006, da metà novembre sino a fine dicembre, parteciparono alla terza edizione del loro tour, il Music as a Weapon III; le band Flyleaf, Stone Sour e Nonpoint presero parte al tour con loro. Draiman dichiarò a The Rock Radio che c'era la seria intenzione di continuare dopo dicembre la tournée con una seconda parte; tuttavia agli inizi del gennaio 2007 un portavoce della band annunciò a Harddrive Radio che invece la band era sulla strada di iniziare a lavorare sul quarto album in studio e che quindi il Music as a Weapon III era concluso.

### Indestructible(2007-2009)
Nel luglio del 2007 una nuova traccia, dal titolo This Moment, venne inclusa nell'album Transformers: The Album, contenente le tracce che compongono la colonna sonora del film Transformers; tuttavia il brano non viene usato durante il film, ma come terza canzone durante l'elenco dei crediti finali.
I Disturbed decisero di auto-produrre il loro quarto album in studio, Indestructible, e di registrarlo nei Groovemaster Studios a Chicago nel tardo 2007. In un'intervista pubblicata sul magazine Billboard, David Draiman disse che erano intenzionati ad incidere quindici canzoni, ma solo dodici sarebbero state inserite nell'album. A dicembre, una volta terminata la fase di registrazione, procedettero al missaggio finale a Los Angeles, in California. Nel marzo del 2008 venne definita la data della pubblicazione del quarto lavoro, il 3 giugno, mentre il mese successivo diventò disponibile per il preordino la versione limitata, contenente una traccia bonus e un DVD.
Sempre a marzo, sul profilo ufficiale della band su MySpace, gli utenti poterono ascoltare un file audio d'esempio della durata di trenta secondi di Perfect Insanity, brano nuovamente registrato dopo la prima versione dei tempi di The Sickness. Il 7 marzo la canzone venne resa accessibile al download integrale dal loro sito web e il successivo 10 marzo venne suonata per la prima volta dal vivo in occasione dello speciale evento Operation MySpace, un concerto di tre ore in Kuwait di fronte alle truppe statunitensi a cui presero parte diversi artisti musicali. Dopo aver reso gratuito il download di Perfect Insanity, la canzone venne pubblicata su iTunes Store, come secondo singolo, il 6 maggio 2008.

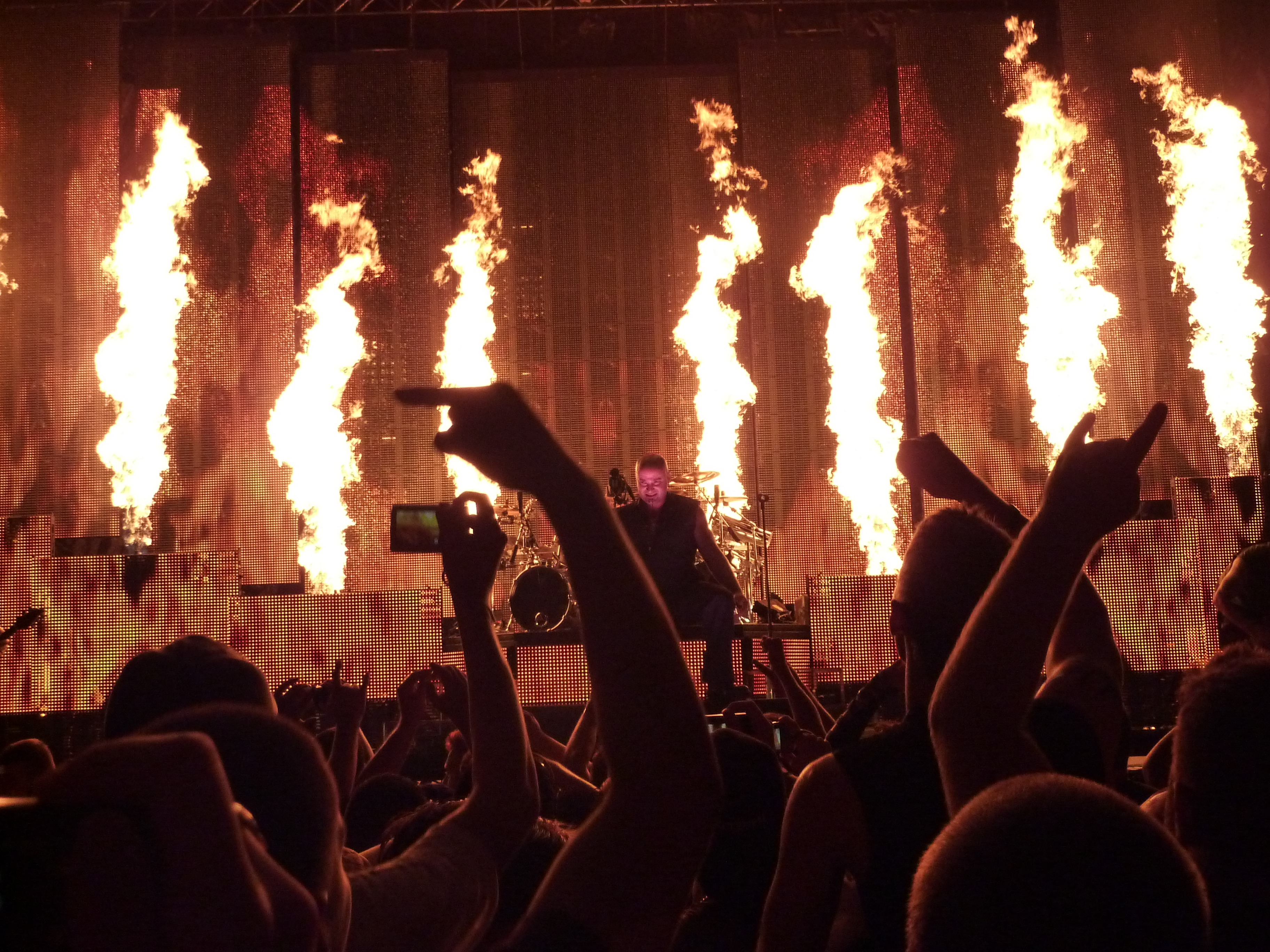
Inside the Fire suonata dal vivo nel 2010

Il primo singolo estratto da Indestructible, Inside the Fire, fu acquistabile digitalmente dal 25 marzo 2008. La band fece un tour negli Stati Uniti tra aprile e maggio, accompagnata dalla band Five Finger Death Punch. Il video musicale di Inside the Fire venne pubblicato il 2 maggio sul sito ufficiale della band e a dicembre, grazie a quella canzone, vennero nominati per un Grammy Award nella categoria "miglior interpretazione hard rock".
Il 13 maggio Harmonix, lo sviluppatore del videogioco Rock Band, annunciò che aveva raggiunto un accordo con i Disturbed e con Best Buy per inserire due tracce di Indestructible nel videogioco per coloro che avessero preordinato l'album dal sito web di Best Buy. Il 3 giugno 2008, Harmonix pubblicò tre tracce estratte da Indestructible: la title track Indestructible, Inside the Fire e Perfect Insanity. Il 12 maggio 2009, Harmonix rese disponibili all'acquisto tramite il Rock Band music store anche i singoli Stricken e Stupify.

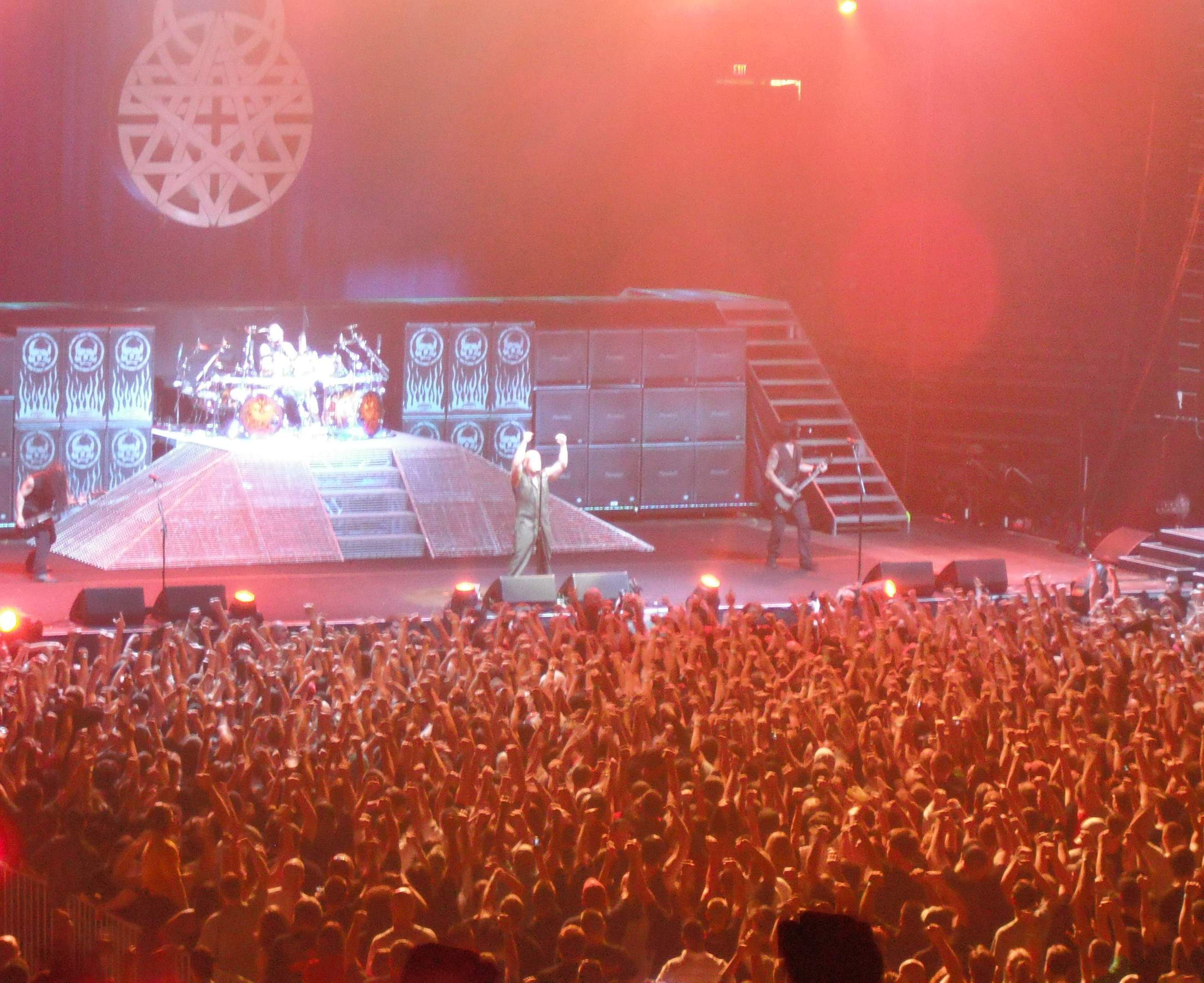
I Disturbed in un'esibizione durante il Music as a Weapon IV

I Disturbed si esibirono per la prima volta in un concerto dal vivo e in diretta su Internet il 29 maggio 2008. All'esibizione, che si tenne a Las Vegas e fu sponsorizzata da Pepsi e DeepRockDrive, assistettero circa 10.000 di utenti collegati online, da 71 nazioni diversi, i quali inviarono 350.000 messaggi di testo visibili su degli schermi posti sullo stage.
Indestructible venne pubblicato il 3 giugno 2008 negli Stati Uniti e il 7 giugno in Australia; divenne il terzo album consecutivo della band ad aver debuttato alla prima posizione della Billboard 200, vendendo 253 000 copie la settimana del debutto. Venne poi pubblicata una speciale edizione limitata "Internet Only" dell'album, che include nel lato B la traccia Run, un DVD del dietro le quinte con video istruttivi, un poster avvolgibile, una tessera VIP, accesso a speciali eventi dei Disturbed e uno speciale sito web con video esclusivi, rari audio e altro. L'8 aprile 2009 la RIAA certificò Indestructible disco di platino e in agosto Down with the Sickness ricevette la stessa certificazione, diventando così il primo singolo dei Disturbed a raggiungere il milione di copie vendute.
La band prese poi parte, durante l'estate del 2008, al Mayhem Festival assieme agli Slipknot, DragonForce e Mastodon. Tra agosto e settembre completarono il tour Music as a Weapon: Australia and New Zealand assieme a P.O.D. e Alter Bridge.

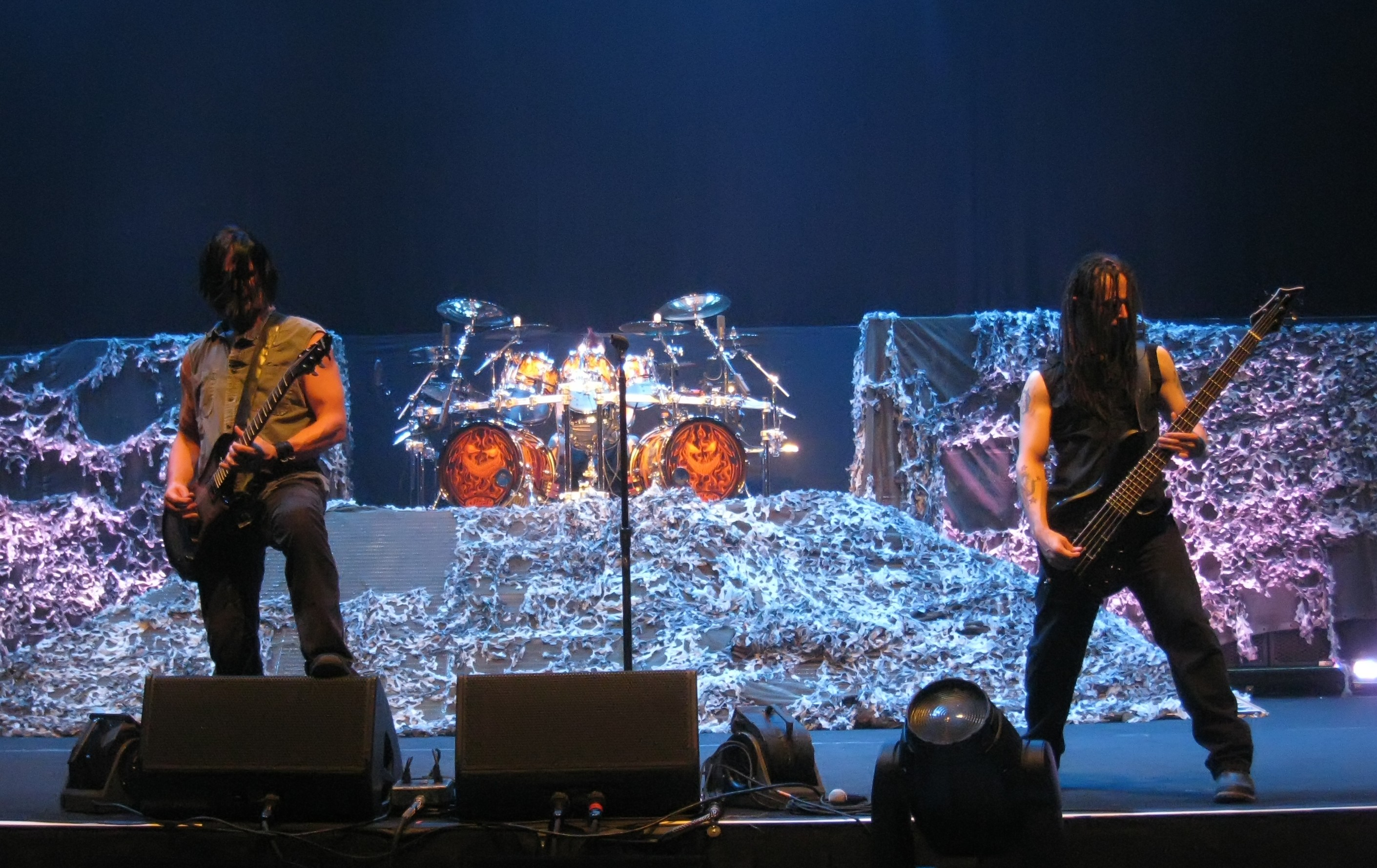
Dan Donegan assieme a John Moyer in un concerto del 2009

Il 30 settembre 2008 la band fece uscire, in esclusiva su iTunes Store, un album dal vivo intitolato Live & Indestructible, contenente tracce eseguite al DeepRockDrive e il video musicale del singolo Indestructible. Iniziò un tour in Europa accompagnata dagli Shinedown, partendo da Londra il 4 ottobre e finendo il 2 novembre ad Helsinki. Durante lo stesso mese e a dicembre, girò per gli Stati Uniti, comprendendo anche 5 date in Canada, assieme alle band Egypt Central e Art of Dying.
Il 31 marzo 2009 i Disturbed pubblicarono online il video musicale del singolo The Night e, sempre a marzo, iniziarono la quarta edizione del tour Music as a Weapon, che finì a metà maggio. Al tour presero parte le band Killswitch Engage, Lacuna Coil e Chimaira. Il gruppo incise una seconda versione dalla loro reinterpretazione di Midlife Crisis dei Faith No More, inizialmente registrata per essere inclusa in Indestructible, ma che infine venne inserita nell'album Covered, A Revolution in Sound, nel quale compaiono band come Mastodon, The Used e Avenged Sevenfold.

### AsylumeThe Lost Children(2010-2011)

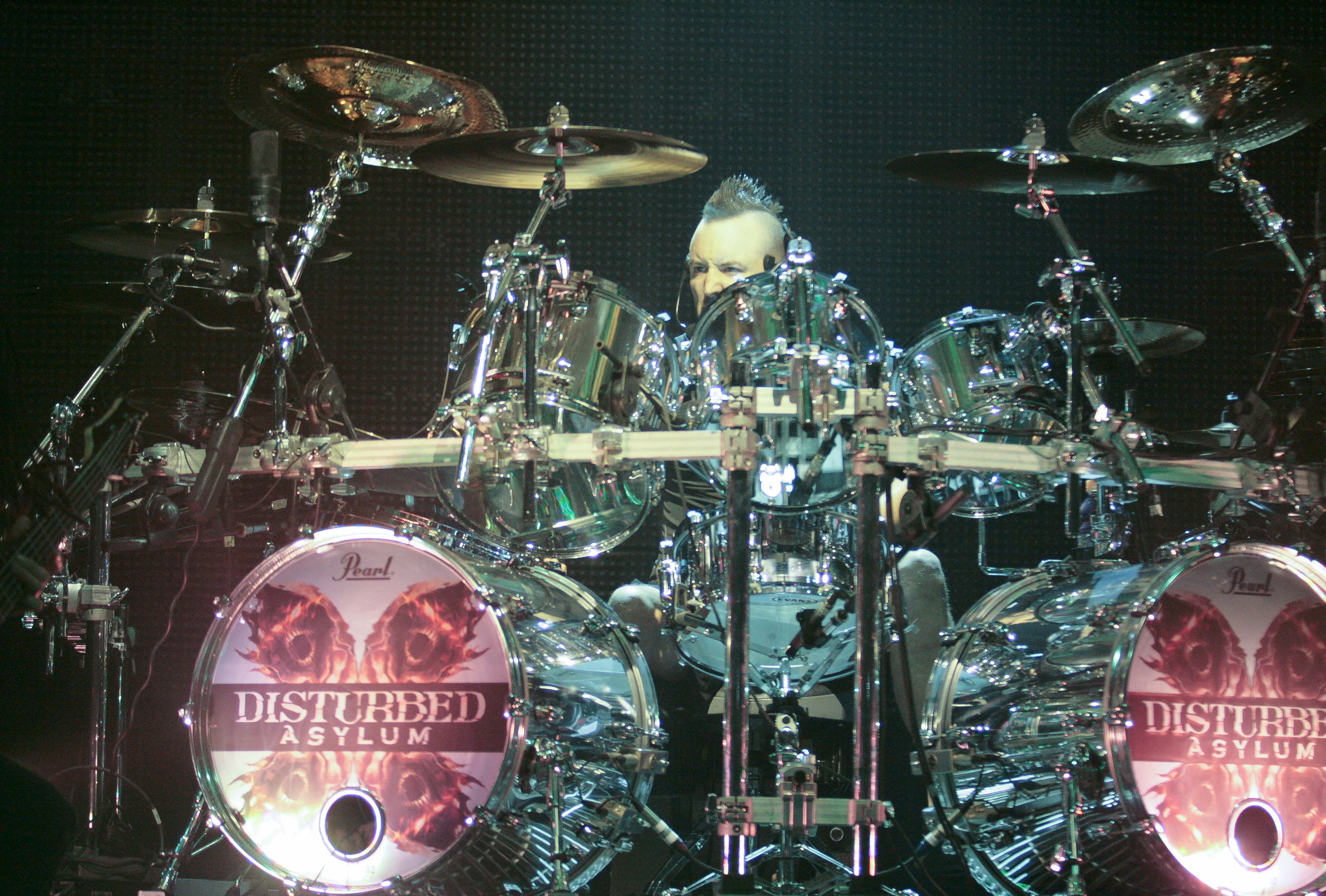
Wengren suona la batteria "marchiata" Asylum

In un'intervista del novembre 2008, David Draiman parlò brevemente riguardo al quinto album in studio della band, dichiarando che le tematiche dell'album sarebbero state oscure come nel precedente disco, Indestructible. Draiman aggiunse che l'album sarebbe stato «ancora identificabile come un album dei Disturbed, ma mostra più maturazione». La stesura dei testi per il quinto album iniziò verso la fine del 2009.. In un'intervista con Mike Wengren e John Moyer fu dichiarato che, in base ai sentimenti di Draiman negli ultimi anni, il nuovo album sarebbe stato più aggressivo, arrabbiato e vigoroso, ma musicalmente sarebbe stato simile al loro secondo album, Believe; Wengren disse inoltre che esso sarebbe stato pubblicato in primavera o in estate del 2010.
Già nel 2009 Draiman affermò che avevano intenzione di pubblicare un nuovo DVD; nel gennaio dell'anno successivo sulla home page del sito della band comparve un conto alla rovescia che terminò il 12 gennaio 2010 alle ore 17:00 EST mostrando un trailer del DVD in arrivo, intitolato Decade of Disturbed. In un'intervista nel giugno 2009 con FaceCulture, Draiman disse che il DVD in produzione sarebbe stato «la cronaca del decennio dell'esistenza dei Disturbed. È ideato per mostrare la nostra crescita nel corso del decennio». Parlò anche di più riguardo al quinto album: «Un paio di riff con cui Danny se n'è venuto fuori sono veramente sorprendenti. Ma sono solo piccoli pezzi».
Il 26 febbraio 2010, Harmonix annunciò la disponibilità di scaricare un secondo pacchetto di canzoni dei Disturbed per il gioco Rock Band contenente la versione rimasterizzata del 2010 di Voices, The Game e Meaning of Life. Queste canzoni vennero pubblicate nel mese successivo, il 23 marzo, quando la band mise in commercio The Sickness 10th Anniversary Edition, ristampa del loro primo album, in occasione del decennale della pubblicazione. Vennero aggiunte anche le tracce extra God of the Mind e A Welcome Burden, la copertina venne leggermente modificata rendendola più scura e tutte le tracce furono masterizzate e missate nuovamente; il disco, per la prima volta, fu distribuito in formato vinile.
L'8 febbraio 2010 venne annunciata l'entrata della band nello studio di registrazione a Chicago, in Illinois, per l'inizio della registrazione del loro quinto album, provvisoriamente programmato per essere messo in commercio nell'estate 2010. Il chitarrista Dan Donegan dichiarò che la band aveva scritto dalle 15 alle 18 canzoni. Nei tardo aprile i Disturbed annunciarono che il titolo dell'album sarebbe stato Asylum e dichiararono che, come avevano fatto per il loro precedente lavoro, Indestructible, l'avrebbero prodotto da soli.
Il 20 aprile 2010, approssimativamente due mesi dopo essere entrati nello studio, i Disturbed annunciarono di aver finito la fase registrazione dell'album ed erano pronti ad iniziare il missaggio a Los Angeles. Il 28 giugno rivelarono la copertina e la data di pubblicazione dell'album, ossia il 31 agosto, tramite il loro sito ufficiale. Il 9 luglio venne ufficializzata la lista tracce, la quale fu pubblicata sul sito.

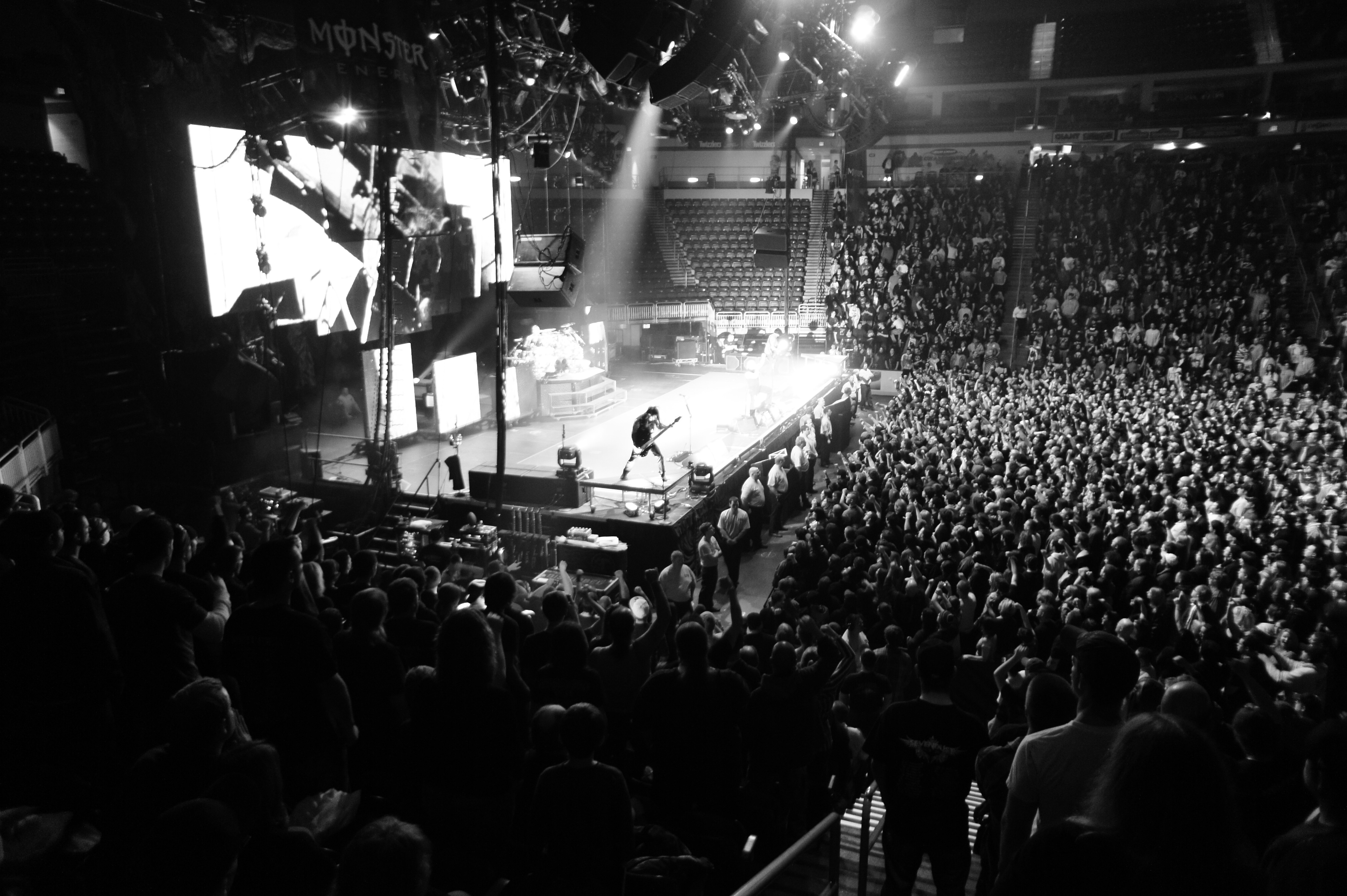
I Disturbed in uno dei concerti del tour Music as a Weapon V

A fine aprile i Disturbed registrarono una reinterpretazione della canzone Living After Midnight della band heavy metal britannica Judas Priest per l'album di tributo Metal Hammer Presents… Tribute to British Steel, distribuito con l'edizione 205 del magazine Metal Hammer.
Asylum debuttò alla prima posizione della Billboard 200, diventando così il quarto album consecutivo del gruppo a raggiungere tale traguardo. Nel marzo successivo ricevette la certificazione di disco d'oro dalla RIAA.
Dopodiché, da agosto fino a ottobre, assieme agli Avenged Sevenfold, Stone Sour, Hellyeah, Halestorm e altre band, fecero da headliner alla prima edizione dell'annuale Uproar Festival, sponsorizzato da Rockstar Energy Drink. Poi, ad ottobre, venne reso noto che la gola del cantante Draiman si trovava in una «seria condizione» e il tour statunitense dovette essere cancellato in quanto il processo di guarigione avrebbe potuto durare fino a quattro settimane. Il mese successivo capitanarono il Taste of Chaos 2010, anch'esso sponsorizzato da Rockstar Energy Drink, e verso la fine dell'anno venne annunciato dagli stessi Disturbed che avrebbero organizzato per l'anno successivo la quinta edizione del loro tour, il Music as a Weapon V, con i Korn come band co-headliner e Sevendust e In This Moment come band di supporto.

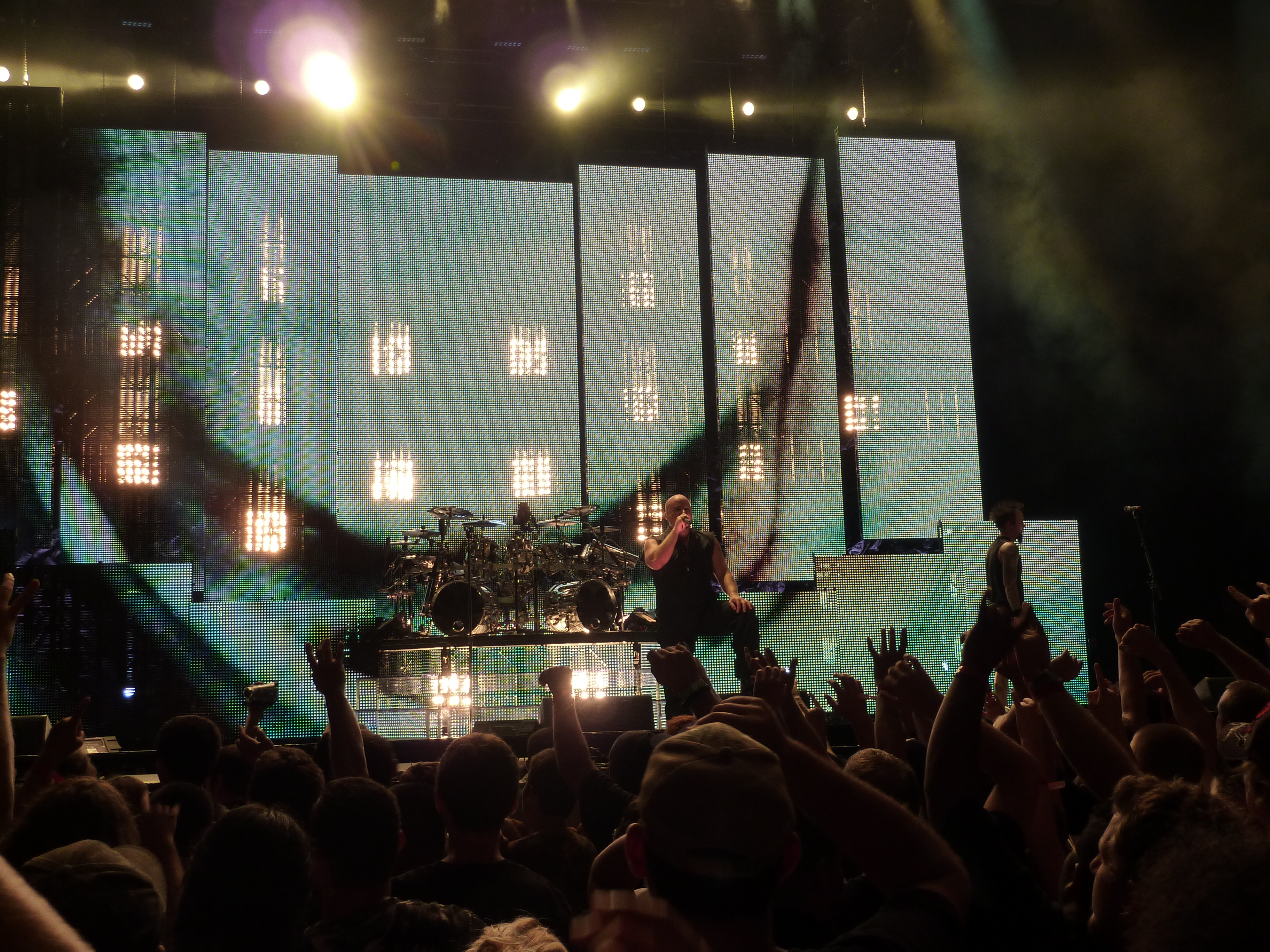
Down with the Sickness, una delle canzoni più famose dei Disturbed, suonata dal vivo nel 2010

Nel gennaio 2011 vennero scelti, assieme ai Godsmack e ai Megadeth, per condurre il Mayhem Festival durante l'estate e il mese successivo fu confermata la loro presenza al Download Festival e alla seconda giornata del Rock on the Range Festival a Columbus, in Ohio, dove suonarono prima degli A Perfect Circle.
Il 14 marzo 2011 MTV inserì 64 band, tra cui i Disturbed, come partecipanti al torneo online Musical March Madness. Dopo aver sconfitto i campioni uscenti, i Coheed and Cambria, ed essere avanzati fino alle semifinali, persero contro i futuri vincitori del torneo, i Green Day, con un margine dello 0,34%.
Il 28 aprile la band annunciò che la traccia 3, in origine scritta per Asylum, sarebbe stata resa disponibile al download al prezzo di 99 centesimi tramite il loro sito web. Aggiunsero che tutto il ricavato sarebbe stato devoluto in favore della Damien Echols Defense Fund, una fondazione benefica in supporto alla scarcerazione dei West Memphis Three.
In un'intervista del 13 luglio, il cantante Draiman dichiarò che non vi sarebbe stata la sesta edizione dell'annuale Music as a Weapon in quanto i Disturbed non avrebbero preso parte ad alcun tour nel 2012. La motivazione di questa pausa, disse ancora Draiman in una successiva intervista, non sarebbe un conflitto interno tra i membri del gruppo:
(David Draiman)
L'8 novembre 2011 venne pubblicata una compilation di bonus track chiamata The Lost Children, la quale vendette 43 000 copie la prima settimana dopo il debutto e arrivò alla posizione numero 13 della classifica Billboard 200. La canzone Hell, già inclusa in una versione del singolo Stricken del 2005, venne pubblicata digitalmente l'11 ottobre; Draiman disse tramite Twitter che non sarebbe stato girato alcun videoclip per la canzone. La lista delle tracce era già stata divulgata dallo stesso Draiman il precedente 20 settembre, sempre attraverso Twitter. Oltre alle tracce bonus, nella compilation venne inserita una traccia inedita dal nome di Mine.

### Reunion eImmortalized(2015-2017)
Nel giugno 2015, attraverso un breve video pubblicato sulla propria pagina Facebook, il gruppo preannunciò una reunion dopo quattro anni di pausa. Pochi giorni dopo, sul sito ufficiale venne fatto partire un countdown, al cui termine, il 23 giugno 2015, comparve l'annuncio di Immortalized, sesto album in studio registrato segretamente, la cui data di pubblicazione venne fissata al 21 agosto 2015. Nel medesimo giorno, uscì il singolo The Vengeful One.

### Evolution(2018-2020)
Nel gennaio 2018 i Disturbed annunciarono di aver iniziato le sessioni di registrazione del loro settimo album in studio, Evolution. Completato a giugno, la sua uscita venne fissata al 19 ottobre e fu anticipato il 16 agosto dal singolo Are You Ready. Il tour Evolution World Tour a supporto dell'album è iniziato all'inizio del 2019; il tour estivo 2019 vede band di supporto come Pop Evil e In This Moment.
Il 27 gennaio 2020 il gruppo annuncia un tour di 31 date con supporto delle band Staind e Bad Wolves per celebrare il 20º anniversario dell'album The Sickness ma a causa della pandemia di Covid-19 la band ha rinviato il tour al 2021. A causa del perdurare della pandemia, il 12 marzo 2021 il gruppo annuncia che il tour previsto per il 2021 è stato cancellato.
L'11 settembre 2020, i Disturbed hanno pubblicato una cover del brano If I Ever Lose My Faith in You di Sting.

### Divisive(2022-presente)
Nei primi mesi del 2022 il gruppo ritorna in studio per incidere il prossimo album di inediti. Il 14 luglio 2022 viene pubblicato il singolo Hey You mentre il 23 settembre è stata la volta del singolo Unstoppable; lo stesso giorno sono state annunciate la tracklist e il titolo del nuovo album. Il 18 novembre 2022 è stato pubblicato l'ottavo album in studio Divisive.

## Stili e tematiche

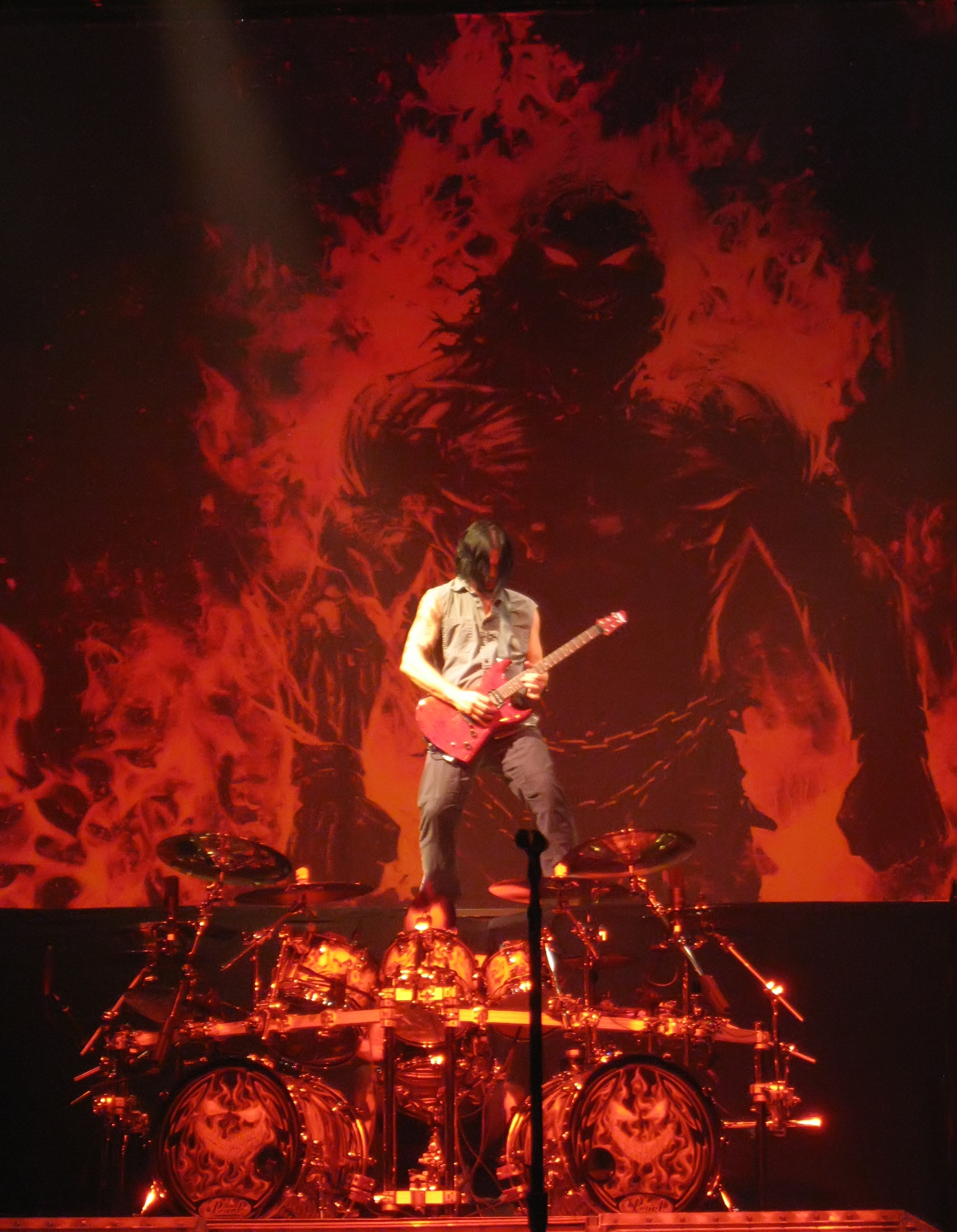
Assolo di Dan Donegan durante Inside the Fire

Classificati come una band hard rock o nu metal, i Disturbed sono ritenuti da alcuni critici anche di tipo alternative rock, alternative metal ed heavy metal. Tuttavia, riguardo ai fan più convinti dell'heavy metal che non li trovano abbastanza "heavy", il frontman David Draiman dichiarò:: 
(David Draiman)
Sul fatto di essere arrivati al successo e non essere scomparsi come altre band nu metal, sempre secondo il cantante intervistato dall'Orlando Sentinel nel 2009, il motivo va cercato nel fatto che il loro gruppo non aveva mai fatto parte di una particolare tendenza, anche se il successo che avevano avuto è stato per larga parte beneficiato dagli anni in cui il nu metal era molto popolare, ma aggiunse che:
(David Draiman)
Il recensore di AllMusic Bradley Torreano descrisse l'album Believe paragonandolo al «tipo di salto che i loro eroi Soundgarden e Pantera fecero dopo i loro album di debutto» e la title track «si muove da un brutale scoppiettio ad un coro travolgente che improvvisamente si ferma e cambia in un sinuoso riff che richiama lo stile di James Hetfield». Believe è inoltre considerato da molti critici un passo avanti rispetto al suono nu metal dell'album The Sickness, muovendosi verso l'hard rock/heavy metal che caratterizzeranno i dischi successivi.
Stando a ciò che disse il frontman David Draiman nel documentario sulla band M.O.L., i testi che egli scrive sono ispirati dall'esperienza di vita, percezione e proprie esperienze e dichiarò che gli piace presentare le sue idee con testi enigmatici. I temi di questi testi vanno dall'idea di paradiso e inferno, violenza domestica (presente nella traccia Façade), suicidio (Inside the Fire), follia (Perfect Insanity), relazioni interpersonali (Stricken), politica (Deify), guerra (Indestructible), religione (Prayer), genocidio (Never Again), inquinamento (Another Way to Die), aborto spontaneo (My Child), droghe e horror, come vampiri, licantropi (The Animal), zombi, angeli e demoni. Il chitarrista Dan Donegan tipicamente suona con l'accordatura in drop D e in drop C, che sono accordature più basse rispetto alla E standard. Esse permettono di dare ai riff un effetto più aggressivo e pesante. Donegan inoltre usa leggeri effetti elettronici come completamento alle canzoni; gli altri componenti della band chiamano questo "The Danny Donegan Orchestra".
Nel 2005, intervistato da Launch Radio Networks, Draiman affermò che il suono dei Disturbed fosse molto diverso dalla nuova musica sviluppatasi in quel periodo, in quanto la loro musica si fonde con la melodia.

## Loghi e simboli

### The Guy
La mascotte dei Disturbed è "The Guy". Originariamente era solo un disegno di una faccia con un largo sorriso, stampata sul retro copertina dell'album The Sickness e visibile dipinta su un muro nel video di Stupify, ma successivamente divenne la mascotte ufficiale, interamente animata dal creatore di Spawn Todd McFarlane nell'artwork e nel video musicale di Land of Confusion.
The Guy appare sulla copertina di sei album del gruppo: uscito dalla mano di Paul R. Brown piccolo e stilizzato in The Sickness, antropomorfizzato in Ten Thousand Fists, disegnato da Todd McFarlane, avvolto dalle fiamme e con sembianze meno umane in Indestructible, disegnato da David Finch, in procinto di liberarsi dalle cinghie di una camicia di forza in Asylum e in piedi, circondato da piccoli esseri con sembianze di bambini, in The Lost Children, entrambi disegnati da Raymond Swanland. Appare inoltre nel sesto album del gruppo pubblicato nel 2015, Immortalized.
La mascotte è oltretutto presente sulle copertine dei singoli: Stupify, Down with the Sickness e Stricken, identicamente a come appare in The Sickness, Land of Confusion, come nella versione dell'album Ten Thousand Fists, Perfect Insanity, Indestructible e The Night (nella prima vi è solo metà volto, nella seconda appare uguale come nella copertina di Indestructible, ma con visuale ravvicinata sulla metà sinistra del corpo, la terza è identica anch'essa alla copertina dell'album, ma con colorazione tendente al viola scuro), Another Way to Die (solo metà volto, come in Perfect Insanity, perché nascosto dietro ad un portone in metallo) e Warrior (con un'armatura).
Nel documentario M.O.L. David Draiman spiega come esso sia nato da un suo scarabocchio disegnato in un bar mentre parlava con un suo amico, all'epoca studente d'arte. Successivamente inserì l'immagine in un software di fotoritocco e la distorse tre volte prima di ottenere il risultato finale.
In un'intervista al sito web austriaco Mulatschag.tv, pubblicata nel luglio del 2008, Dan Donegan spiegò che The Guy fu la continuazione della crescita della band e che all'inizio non era altro che una semplice faccia dall'aspetto sinistro, chiamata dal nipote del batterista Mike Wengren "The Guy", che usavano come trademark della band per pubblicizzarsi nei piccoli locali dove suonavano. Poi, quando videro che i fan si facevano tatuare quel logo, rimasero attoniti e si resero conto di come essi erano affezionati, nonostante non era ancora stato pubblicato alcun album.

### Loghi

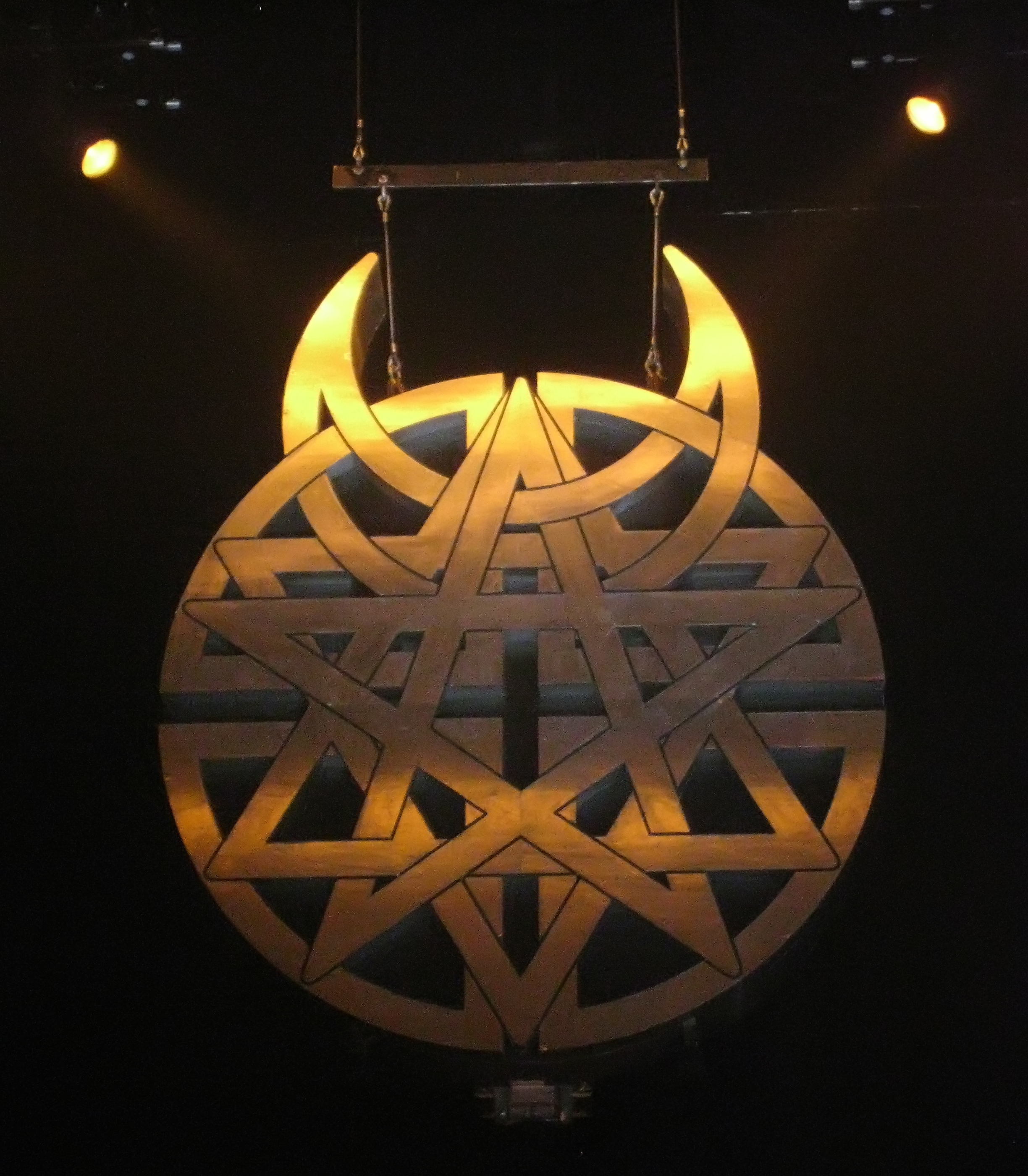
Il logo dei Disturbed, che compone la copertina di Believe, usato come elemento scenico durante i concerti

Oltre al volto stilizzato di The Guy, uno dei principali loghi dei Disturbed è rappresentato dall'unione dei simboli tipici di quattro credenze religiose: la croce del Cristianesimo, la stella di David dell'Ebraismo, la mezzaluna dell'Islam e il pentacolo, generalmente ricondotto al paganesimo. Questo logo appare sulla copertina del secondo album del gruppo, ovvero Believe. Durante un'intervista pubblicata su MK Magazine nel novembre 2003, Dan Donegan spiegò, precisando di non essere una band religiosa, che il significato di questo logo è più che un simbolo spirituale: volevano prendere i quattro simboli religiosi e intrecciarli insieme per simboleggiare unità.
Durante il tour in supporto a Ten Thousand Fists venne creato un logo composto da un triangolo rosso con al centro cinque braccia alzate e con i pugni chiusi, un chiaro riferimento alla copertina dell'album, la quale raffigura un'ampia folla capeggiata da The Guy in cui tutti hanno il braccio destro alzato e con il pugno chiuso, nonché al ritornello della title track:
(Disturbed – Ten Thousand Fists)

### Wordmark
Il gruppo ha cambiato, nel corso degli anni, quattro diversi wordmark. Il primo, creato ai tempi di The Sickness, presenta le lettere che compongono il nome in nero e con i bordi irregolari. Il secondo, presente nella copertina di Believe e in colore giallo, è scritto in un font diverso dal primo, in stile gotico. Nella copertina di Ten Thousand Fists e di Indestructible, invece, il wordmark presenta una colorazione grigia scura, simile a quella del metallo. In Asylum e The Lost Children compare di colore grigio chiaro, con la particolarità che il nome Disturbed viene tagliato dal centro da un'ipotetica X.

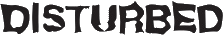
Prima versione del 2000
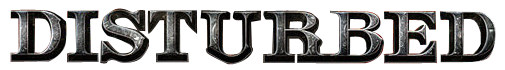
Terza, del 2005
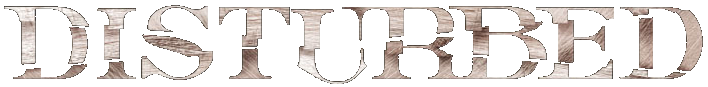
Quarta, del 2010
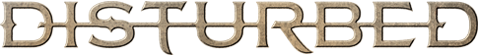
Quinta, del 2015

## Controversie

### Disputa con i Finch
Nel 2002, in una dichiarazione pubblicata sulla rivista MeanStreet, il chitarrista della band Finch Randy Strohmeyer disse, riguardo a Draiman e ai Disturbed:
(Randy Strohmeyer)
Il 31 luglio 2004, nel corso dell'evento Rolling Rock Town Fair, avvenne una rissa sul palco tra alcuni membri dei Disturbed e dei Finch. Sul sito web dei Finch venne pubblicato un comunicato al riguardo, il quale affermava che mentre loro stavano sistemandosi per l'esibizione un componente dei Disturbed, ovvero il chitarrista Dan Donegan, continuava ad assillarli dal lato del palco. Il chitarrista Strohmeyer andò da Donegan per stringergli amichevolmente la mano e chiarire che i commenti fatti da lui erano soltanto uno scherzo. Il membro dei Disturbed a quel punto avrebbe assalito Strohmeyer, mentre David Draiman avrebbe attaccato il loro tecnico della batteria, Mike Herrera, e da lì iniziò la lotta.
Pochi giorni dopo lo stesso Dan Donegan, sulla message board del sito della band, cercò di chiarire quanto successo:
(Dan Donegan)

### File sharing
Nell'estate del 2003 Draiman venne coinvolto nella controversa questione del file sharing per aver pubblicamente parlato contro le cause legali della RIAA contro gli utilizzatori di quella tecnologia, malgrado la sua etichetta discografica, la Reprise Records (controllata dalla Warner Bros. Records), fosse un membro della RIAA stessa. Draiman disse, in un'intervista pubblicata sul magazine Metal Edge, che secondo lui le etichette erano folli nel non usare Internet e che ad esempio alla AOL Time Warner sarebbe bastato stipulare un contratto con una loro stessa azienda, la AOL, concordandosi su una cosa: tracciare da dove proviene ogni messaggio, inviato dall'utente con qualsiasi servizio egli sia abbonato, tramite l'indirizzo IP. Il passo successivo sarebbe solamente quello di rilevare ogni qual volta che una canzone viene scaricata da qualcuno dal loro server e quindi venga fatta pagare una piccola cifra per questi download, come 75 centesimi, un dollaro o un dollaro e mezzo. Questo avrebbe permesso alla gente di andare avanti a scaricare quanto volevano e alla fine del mese avrebbero ricevuto l'estratto conto del loro Internet provider (come AOL o Mindspring) con l'aggiunta delle tariffe da pagare per ogni download effettuato. «È come se avessi parlato ai sordi per cinque anni di questa cosa. Addirittura ne parlavo prima che venissimo messi sotto contratto», concluse il cantante.
Ed in particolare, riguardo al calo di guadagno derivante dal download gratuito, disse che il problema non era scaricare la canzone, ma il comprare l'album e poi farne centinaia di copie masterizzate per tutti gli amici, perché questo tronca le vendite del 50-60% dopo la prima settimana di lancio sul mercato del disco. Secondo Draiman, piuttosto che focalizzarsi sul come vendere di più, le etichette dovrebbero aumentare il valore del loro prodotto per dare più motivi per comprarlo; il cantante prese come esempio l'album dei KISS Alive!, che secondo lui ha venduto così tanto perché «ti fa sentire come se facessi parte del concerto».
Mesi dopo, intervistato dal San Francisco Chronicle a proposito delle azioni legali avanzare dalla RIAA nei confronti di 261 persone che avevano scaricato da Internet oltre 1000 canzoni ciascuno, chiedendo risarcimenti fino a 150.000 dollari per violazione, affermò che secondo lui la RIAA non aveva avanzato queste denunce per difendere i diritti degli artisti, ma per proteggere i profitti delle corporazioni, e che invece di spendere tutti quei soldi «litigando contro ragazzini», che sono coloro cui loro stavano tentando di vendere le cose, dovevano imparare come effettivamente usare Internet. Aggiunse inoltre che apprezzava l'apertura dell'iTunes Store da parte di Apple, il quale per la prima volta vendeva canzoni online a 99 centesimi.
Draiman disse, intervistato dal sito web NY Rock, che era molto positivo riguardo a Napster, ritenuto un grande strumento per ricercare molta più gente di quanto avrebbero potuto fare loro senza di esso:
(David Draiman)

### The Darkness
Nell'edizione di maggio 2004 di Metal Edge il cantante David Draiman rilasciò un'intervista in cui accusava il gruppo The Darkness di essere «uno scherzo», e questo era «ciò che il mondo vuole. Il mondo vuole che le rock band siano stupide. Vuole che le rock band siano questi maldestri buffoni, questi idioti che si prendono gioco di se stessi e della loro musica». «Di recente», continuò, «ho sentito che hanno deciso di parlar male di noi, che noi siamo l'esempio di una band cui loro sono completamente contro. Che noi simboleggiamo tutta quest'onda di nu metal oramai prossimo alla morte. Ma state scherzando? È ironico che siano stati loro ad aprire il nostro concerto alla Brixton Academy a Londra, e ora stanno sparlando di noi». Aggiunse però che il loro singolo gli piaceva e che «sono una grande band. Non ho nulla contro di loro. Ma non dite di essere ciò che non siete. Non dite di fare musica metal. Non dite di essere autentici mentre noi no. Fottetevi! Chi diavolo pensate di essere? […] Li ho persino apprezzati quando hanno suonato prima di noi, anche se la folla li ha pesantemente fischiati. Erano pronti per linciarli! Noi non siamo alla ricerca di lotte con nessuno. Noi rispettiamo tutti. Noi non sparliamo di nessuno.»

### Corrosion of Conformity
Dopo aver fatto da gruppo di supporto al tour successivo alla pubblicazione di Ten Thousand Fists, il cantante dei Corrosion of Conformity Pepper Keenan rivelò a StoneRock.com che ciò era stata la cosa più stupida che essi avessero mai fatto nella loro vita e che gli standard musicali vengono abbassati a causa di fan come quelli dei Disturbed. Nonostante queste dichiarazioni il cantante dei Disturbed David Draiman disse che erano grandi fan dei C.O.C. e che quindi erano stati molto felici di aver suonato con loro e sperava che le cose fossero andate diversamente, anche se per lui erano stati eccellenti ogni sera.

## Formazione
Attuale
- David Draiman – voce (1997 – presente)
- Dan Donegan – chitarra, cori (1997 – presente)
- John Moyer – basso, cori (2004 – presente)
- Mike Wengren – batteria (1997 – presente)

Ex componenti
- Steve "Fuzz" Kmak – basso (1997 – 2003)

Turnisti
- Marty O'Brien – basso (2001)

Timeline della formazione

## Discografia

### Album in studio
- 2000 – The Sickness
- 2002 – Believe
- 2005 – Ten Thousand Fists
- 2008 – Indestructible
- 2010 – Asylum
- 2015 – Immortalized
- 2018 – Evolution
- 2022 – Divisive

### Album dal vivo
- 2004 – Music as a Weapon II
- 2016 – Live at Red Rocks

### Raccolte
- 2011 – The Studio Album Collection
- 2011 – The Lost Children

## Videografia
- 2002 – M.O.L.
- 2004 – Music as a Weapon II
- 2008 – Indestructible in Germany
- 2010 – Decade of Disturbed

## Riconoscimenti
Grammy Award
- 2009 – Candidatura per Miglior interpretazione hard rock per Inside the Fire[11]

Spike Guys' Choice Awards
- 2007 – Ballsiest band[242]

### Enciclopedie
- Tommaso Iannini, Nu metal, Firenze, Giunti Editore, 2003, ISBN 88-09-03051-6.
- (EN) Joel McIver, Nu-metal: The Next Generation of Rock & Punk, Omnibus Press, 1º maggio 2002, ISBN 0-7119-9209-6.

### Testi monografici
- (EN) AA.VV., Guitar World Presents Nu-Metal, Hal Leonard Publishing Corporation, 2002, ISBN 0-634-03287-9.

### Riviste
- (EN) Carla Hay, Getting Disturbed, in Billboard, vol. 112, n. 10, 4 marzo 2000,  p. 38, ISSN 0006-2510 (WC · ACNP). URL consultato il 30 novembre 2011.
- (EN) Lorne Behrman, Disturbing behavior, in Spin, vol. 16, n. 11, novembre 2000,  pp. 128-129, ISSN 0886-3032 (WC · ACNP). URL consultato il 30 ottobre 2011.
- (EN) Carla Hay, New WWF album, in Billboard, vol. 114, n. 11, 16 marzo 2002,  p. 24, ISSN 0006-2510 (WC · ACNP). URL consultato il 30 novembre 2011.
- (EN) Melinda Newman, Hard Rock Abounds on Summer Tour Schedule, in Billboard, vol. 115, n. 15, 12 aprile 2003,  p. 59, ISSN 0006-2510 (WC · ACNP). URL consultato il 30 ottobre 2011.
- (EN) Michael Paoletta, EA Scores One For New Music With 'Madden', in Billboard, vol. 117, n. 33, 13 agosto 2005,  p. 10, ISSN 0006-2510 (WC · ACNP). URL consultato il 30 ottobre 2011.
- (EN) Gary Graff, Disturbed Indestructible, in Billboard, vol. 120, n. 23, 7 giugno 2008,  p. 49, ISSN 0006-2510 (WC · ACNP). URL consultato il 5 agosto 2011.
- (EN) Gary Graff, Weapons of mass 'DESTRUCTION', in Billboard, vol. 120, n. 25, 21 giugno 2008,  p. 55, ISSN 0006-2510 (WC · ACNP). URL consultato il 9 settembre 2011.